# Franse Revolutie

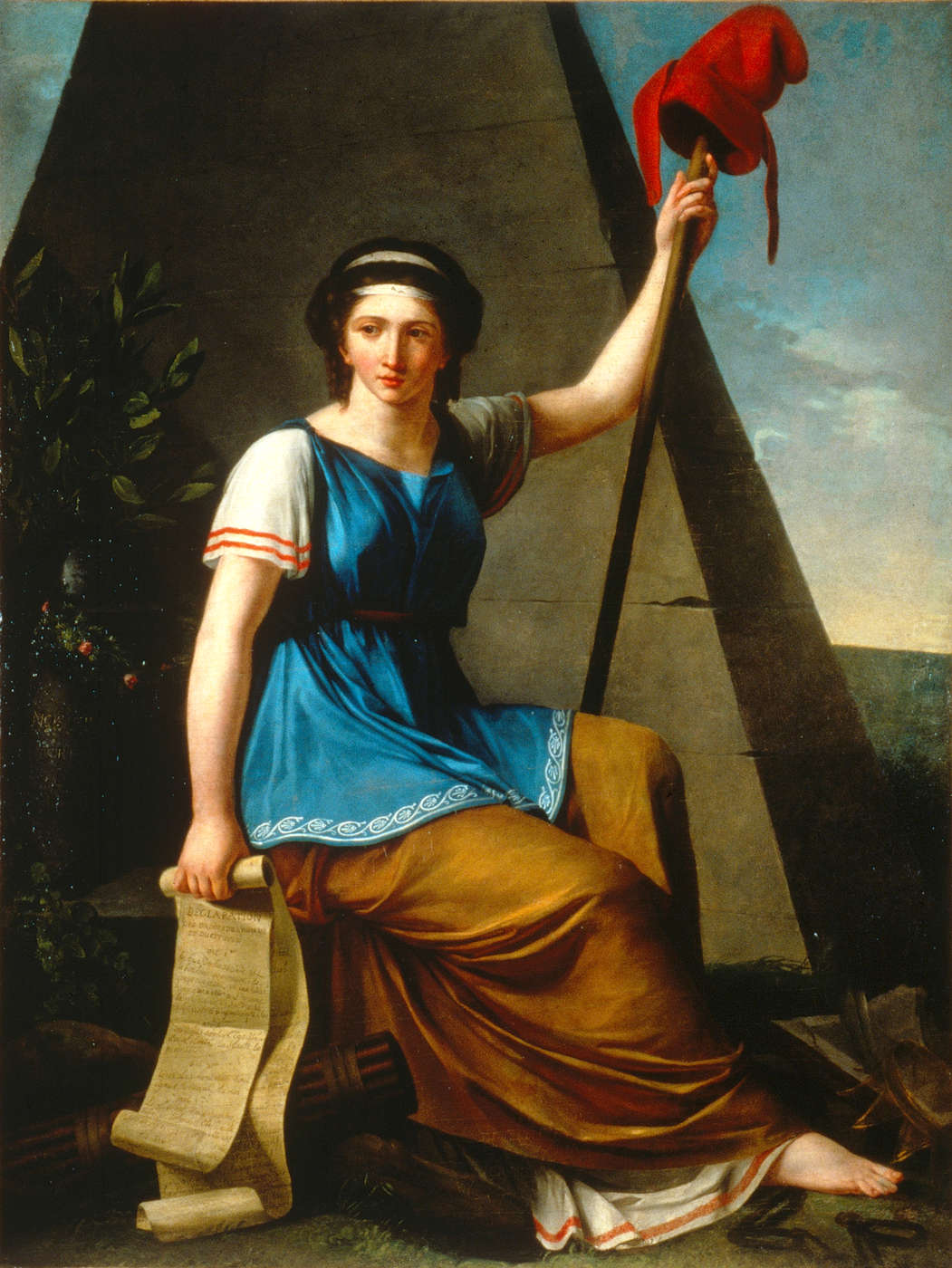
Allegorie op de Franse Revolutie door Jeanne-Louise (Nanine) Vallain (1767-1815), Museum van de Franse Revolutie

De Franse Revolutie (1789–1799) was een invloedrijke politieke omwenteling waarbij de absolute monarchie die Frankrijk ongeveer twee eeuwen had geregeerd werd afgeschaft en de Eerste Franse Republiek werd opgericht. Tijdens het bewind van deze republiek werden onder meer de afgezette vroegere koning en zijn gemalin door een tribunaal berecht, ter dood veroordeeld en publiekelijk geëxecuteerd. De macht en de privileges van adel en geestelijkheid werden op grote schaal teruggedrongen onder druk van radicale politieke groeperingen, de mensenmassa in de steden en boeren op het platteland. De oude ideeën van absolutisme, aristocratie en de macht van de Kerk werden vervangen door principes die werden vervat onder het motto Liberté, égalité, fraternité, oftewel vrijheid, gelijkheid en broederschap. De Franse Revolutie heeft verstrekkende en blijvende veranderingen teweeggebracht in Frankrijk, die zich verspreidden over heel de wereld.
De Franse Revolutie wordt mede gekenmerkt door de paradox dat ze een strijd betrof tegen de toenmalige monarchie om de vrijheid, die uiteindelijk uitliep in een dictatuur van de Jacobijnen en vervolgens die van Napoleon Bonaparte. Deze ontwikkeling zou in de 19e eeuw door Karl Marx en in de 20e eeuw door Leon Trotski als bonapartisme worden aangeduid, als term voor een revolutie die ¨omslaat¨ tot het tegendeel van de oorspronkelijke idealen van de revolutionairen.
De Franse Revolutie was een van de eerste geslaagde opstanden in de geschiedenis die een politieke leiding kenden. Vele eerdere boerenopstanden hadden een spontaan en meer een vaag anarchistisch karakter: daarbij werd door de opstandelingen wel onvrede geuit, maar was er geen sprake van een duidelijk politiek programma als alternatief voor het bestreden staatsbestel. Een factor daarbij was de mogelijkheid van verspreiding van pamfletten, die voorafgaande aan de revolutie in de 18e eeuw een hoge vlucht had genomen, dankzij de drukpers en het verzet tegen de censuur. Een van de belangrijkste verworvenheden van deze revolutie werd dan ook de vestiging van de vrijheid van drukpers, die elders slechts sporadisch bestond, zoals in de toenmalige Republiek der Nederlanden, waar vele boeken werden gepubliceerd die om hun subversieve inhoud in andere landen door de overheid of door de Katholieke Kerk verboden waren.
De door de revolutionairen verkondigde constitutionele en ideologische hervormingen stuitten op verzet en bleken niet te kunnen worden doorgevoerd zonder burgeroorlog, meedogenloze terreur en in de buitenlandse politiek een oorlog met onder meer Groot-Brittannië. Doordat er ook binnen de eigen gelederen van de revolutionairen onderling wantrouwen heerste en er uiterst rigoureus (meestal met de doodstraf) werd opgetreden tegen vermeende tegenstanders heerste al spoedig een angstcultuur. Daarin vreesde menigeen lichtvaardig ervan te worden beschuldigd een aanhanger te zijn van het ancien régime (zie hieronder) of heimelijk een ¨Britse spion¨ te zijn. Om de politieke problemen te boven te komen en de onbestuurbaarheid van het steeds chaotischer wordend revolutionair Frankrijk te verdoezelen, stuurde de girondijnse politieke factie aan op oorlog, met als hoofdargument de Verklaring van Pillnitz (augustus 1791). Daarin hadden Oostenrijk en Pruisen de Europese monarchieën opgeroepen het Franse koningshuis te redden; zij vreesden dat de revolutionaire ideeën zouden overslaan naar hun land en daar eveneens tot opstanden, burgeroorlogen en machtsomwentelingen zouden leiden. Hierop volgden de Coalitieoorlogen. Tijdens deze oorlogen beëindigde uiteindelijk generaal Napoleon Bonaparte die de macht greep (1799) de Franse Revolutie. (Latere politieke agitatoren, zoals Karl Marx in de 19e eeuw en Leon Trotski in de 20e eeuw, zouden zich daarom bedienen van de term bonapartisme om daarmee het uiteindelijk falen van een revolutie en de verwording tot een dictatuur te benoemen.) Napoleon bleef weliswaar enerzijds een deel van het revolutionaire gedachtegoed verspreiden in zijn veroveringstocht door Europa, terwijl hij ondertussen desalniettemin anderzijds tevens andere veranderingen ongedaan maakte. Zo bewerkstelligde hij een gedeeltelijk herstel van de Katholieke Kerk in Frankrijk met het Concordaat van 15 juli 1801 en de herinvoering van de slavernij (Code Noir) in de Franse koloniën in mei 1802. In 1804 kroonde hij zichzelf tot keizer. Daarmee werd aan de oorspronkelijke verheven idealen Liberté, égalité, fraternité alle inhoudelijke betekenis ontnomen. Na Napoleons definitieve nederlaag in de Slag bij Waterloo (1815) werd de Bourbon-monarchie door de Europese mogendheden hersteld.

## Oorzaken van de Franse Revolutie
Het ancien régime had zichzelf gedurende de 18e eeuw steeds verder uitgehold en implodeerde uiteindelijk tijdens verwoede hervormingspogingen, die telkens op hevige tegenstand van de geprivilegieerden stuitten.
Niet onbelangrijk was het gegeven dat korte tijd daarvoor de Amerikaanse Revolutie had plaatsgevonden, waarin Britse kolonisten het gezag van het Britse koninkrijk niet langer erkenden en (met steun van Frankrijk) een eigen republiek hadden gevestigd, een alternatieve staatsvorm die reeds in de klassieke Oudheid bestond (zoals de Romeinse Republiek, die later in Europa evenwel vrij zeldzaam was.
Vrijwel alle Europese staten waren tot dan koninkrijken of andere vorstendommen. De alomheersende, door de kerken gesteunde leer was dat de maatschappelijke orde en dus ook het vorstelijk gezag door God waren opgelegd. De sporadische uitzonderingen daarop vormden de Republiek Venetië, de daarvan afgescheiden Dalmatische Republiek Ragusa (het Kroatische Dubrovnik), de Zwitserse Federatie en de Republiek der Nederlanden.
De periode voorafgaand aan de Franse Revolutie was de Verlichting. Daarin speelden onder meer ook meerdere Franse filosofen een prominente rol, onder wie met name de Zwitsers-Franse Jean-Jacques Rousseau (1712-1778). Door de Franse revolutionairen zou hij postuum de status van idool en voorbode van de revolutie toebedeeld krijgen.
Rousseau had in zijn geschriften inderdaad een oproep gedaan voor een meer gewenste staats- en maatschappijvorm. In zijn bekendste werk Du contrat social (Het maatschappelijk verdrag) pleitte hij voor een republikeinse staatsvorm, waarin de macht bij het volk zou liggen. Hij stelde voor alle individuele belangen op te offeren voor het algemeen belang en het gezag van de heersers te vervangen door een collectieve wil.
Weliswaar had Rousseau in zijn geschriften eveneens gesuggereerd dat een gewelddadige omverwerping van het gezag onder bepaalde omstandigheden wenselijk en mogelijk zou zijn. In zijn roman Emile schreef hij zelfs over een fictieve opstand, waarin de onderdrukte en arme bevolking in opstand kwam tegen hun onderdrukkers. Zijn postume idolisering was voornamelijk afkomstig van zijn volgelingen tijdens de Fransse revolutie, met name de Jakobijnen (zie ook hieronder). Nergens uit Rousseaus geschriften blijkt echter dat hij een machtsuitoefening zoals door de Jakobijnen en ook zijn idolisering zou hebben geaccepteerd, indien hij nog in leven zou zijn geweest. Hoewel Rousseau kritisch was over de samenleving en het gezag, was hij ook zeer wantrouwend tegenover de massa en de gevaren van een democratie: eerder zou hij bezorgd zijn geweest over het gebruik van zijn opvattingen door de Jakobijnen.
De Duitse filosoof Leo Maduschka benadrukte in 1932, dat de Franse Revolutie weliswaar ondenkbaar zou zijn geweest zonder die daaraan voorafgaande periode van de Verlichting, maar dat daarenboven de revolutionaire gezindheid die zou leiden tot de ingrijpende machtswisseling zelf de aanwakkering betrof van een geheel nieuwe, voorheen onbekende 'geest'.
De voornaamste grieven van de verschillende standen waren:
1. Op sociaal gebied hadden de klassentegenstellingen zich zonder ophouden verscherpt. De burgerij verwierp de vele privileges van de adel en de hogere geestelijkheid; de boeren verzetten zich[5] tegen de feodale rechten, tegen de tienden en andere heffingen ten voordele van de grootgrondbezitters. De eisen van de burgerij kwamen tot uiting in de Cahiers de doléances die de steden in 1789 meegaven aan hun vertegenwoordigers in de Staten-Generaal.
2. Ondanks de economische groei van de 18e eeuw bleven bevoorradingscrises en de voortdurende stijging van de voedselprijzen het dagelijks leven van de gewone mensen domineren. Noch de plattelanders (die 85% van de bevolking uitmaakten) noch de stedelijke ambachtslui en arbeiders zagen hun situatie verbeteren.
3. Ondertussen had een nieuwe filosofische stroming sinds het midden van de 18e eeuw Frankrijk veroverd. De Verlichting stelde de rede tegenover de traditie. Uit de "ideeënstroom" die met deze beweging gepaard ging, werd een gepopulariseerde 'revolutionaire' ideologie geboren. De overtuiging dat iets moest veranderen, drong tot steeds bredere kringen door. Eerder al leidde deze tot de geslaagde Amerikaanse Revolutie (1775–83), die een van het Britse Rijk onafhankelijke burgerrepubliek tot gevolg had, en tot de mislukte Patriottenbeweging in de Republiek der Zeven Verenigde Nederlanden (1780–87), die werd gevolgd door een reactionaire Oranjerestauratie.
4. De koning handelde - volgens de adel - niet legitiem: door zijn pogingen om de adellijke voorrechten te verminderen, de rechtspraak en het bestuur te vereenvoudigen, wegen aan te leggen en de belastingen gelijkmatig te spreiden, had Lodewijk XV zich de vijandschap van de adel en de adellijke Parlementen op de hals gehaald. In 1750 brak een strijd los (die vele jaren zou duren) tussen de koning en de adellijke Parlementen - de feitelijke aanloop tot de Revolutie, vrijwel 40 jaar vóór de officiële datum. Chateaubriand noteerde Les patriciens commencèrent la Révolution, les plébéiens l'achevèrent - de edelen begonnen de Revolutie, het gepeupel maakte ze af. Het conflict, met wisselende successen aan beide kanten, resulteerde na 48 jaar, onder Lodewijk XVI in een totale blokkering van het staatsapparaat, de onmogelijkheid om adequaat belastingen te heffen en een bankroet. De historicus Michel Antoine legt de kiem van dit geleidelijk aanzwellend conflict, dat hij kwalificeert als een juridische staatsgreep, bij de beslissing van de regent in 1715 om de door Lodewijk XIV gemuilkorfde Parlementen het remonstrantierecht terug te geven.
5. De ultieme aanleiding was het bankroet van de Staat in 1787. De staatsschuld van Frankrijk was minder omvangrijk dan die van bijvoorbeeld Engeland, maar de koning had niet het gezag adequate belastingen te heffen of nieuwe schulden aan te gaan zonder toestemming van het Parlement. De opeenvolgende koninklijke ministers bedachten steeds krampachtiger oplossingen, maar konden de Parlementen niet omzeilen. Bekwame staatslieden als Necker en Calonne waren machteloos. Een fiscale hervorming die de tot dan vrijgestelde standen - adel en geestelijkheid - zou doen bijdragen in de kosten van de Staat werd vaker voorgesteld, maar was onrealiseerbaar omdat wetshervormingen moesten passeren via de adellijke Parlementen, die de Staat verlamden. Verslagen door de adel riep de Koning in 1789 de Staten-Generaal bijeen, waarvan het volk en de Directeur-Generaal van de Schatkist Jacques Necker, inmiddels Minister van Staat, een oplossing verwachtten. Een zware misrekening, want de Derde Stand van de Staten-Generaal riep zich meteen uit tot Assemblée Nationale en nam het heft in handen door het handig opzwepen van het grauw. De adel had de Revolutie gestart, maar was nu de controle kwijt aan de Derde Stand.

Moderne auteurs, zoals Simon Schama, William Doyle en Michel Antoine plaatsen vraagtekens bij de uitleg van klassenstrijd, armoede, ellende, tirannie en koninklijke incompetentie. De balans van de regering van Lodewijk XV was volgens Michel Antoine vrij positief; Lodewijk XVI erfde een relatief overzichtelijke situatie. De staatsschuld was niet écht een probleem - soortgelijke problemen waren al eerder opgelost door de regent of door minister Terray. Waarom is de revolutie dan niet uitgebroken in andere landen met soortgelijke sociale problemen - Pruisen, Engeland, de tientallen Duitse vorstendommetjes of Spanje met zijn extreme armoede? Schama legt een belangrijke oorzaak van deze collectieve zelfvernietiging bij individuen, politici, redenaars, die het grauw opzweepten en ook bij het gekuip van de hoge adel (het ambitieuze Huis van Orleans nam actief deel aan de agitatie (Philippe-Égalité); een andere stoker was de prins van Conti). Michel Antoine legt uit hoe het opruien door de parlementaire kringen, gevolgd door de hoge adel, tot een algemeen misprijzen voor de koning leidde en dat de oorzaak van de Revolutie reeds vroeg in de 18e eeuw ligt.

### Directe aanleidingen tot de Revolutie
De begroting was niet in evenwichtDe staat had 502 miljoen livre aan inkomsten en 630 miljoen livre aan uitgaven. Dit leidde tot grote schulden. Door de rentepercentages werden deze schulden bovendien steeds groter. De nood aan geld leverde de koning uit aan de willekeur van de Parlementen, die de belastingen moesten goedkeuren, maar die tegenstander waren van moderniseringen en hervormingen. Zolang de koning geld nodig had, bleef alles bij het oude. Buitenlandse dreiging - de voortdurende geldverslindende oorlogen met Engeland - maakten de politieke blokkade vrijwel permanent.
HongersnodenFrankrijk leed structureel onder hongersnoden. Tot dan toe hadden de Franse koningen zo goed en zo kwaad als het kon geprobeerd de prijzen te stabiliseren en de distributie te reguleren - er was een graanpolitie: speculatie werd effectief verhinderd. Onder invloed van Verlichtingsdenkers die de vrije-marktwerking aanprezen schafte minister Turgot de regulering af. Rijke speculanten konden nu de markt beïnvloeden en schaarste veroorzaken, zonder dat er misoogsten waren. Een concreet voorbeeld is de hongersnood in 1788, waarbij de graanprijzen enorm stegen. Over de ruggen van de hongerende bevolking werden fortuinen verdiend, onder meer door de bankier Necker, minister van Financiën na Turgot. Volgens sommige historici zijn de hongersnoden ook deels toe te schrijven aan de uitbarsting van de IJslandse Laki-vulkaan van 1783. Pas in 1789 daalden de graanprijzen weer en steeg de levensstandaard. Dit was ook het jaar van de opstand.
Handelsverdrag met Engeland van 1786Door dit handelsverdrag werd de Franse textielnijverheid bedreigd. Gevolg was een tal van relletjes en zelfs oproeren tegen de regering.
AbsolutismeZowel de adel als de filosofen waren het niet eens met het absolutisme (om tegengestelde redenen), dat gebaseerd was op het "Droit Divin" (goddelijk recht). De koning werd gezalfd door God, en was uitsluitend aan God verantwoording schuldig. Ze vonden dat het volk ook mocht meedenken over de beslissingen. Men vond bijvoorbeeld dat de koning alleen een uitvoerende macht mocht hebben en dat Parlementen als volksvertegenwoordiging de wetgevende en rechtsprekende macht moesten hebben. Dat het volk vertegenwoordigd wordt door een gekozen vertegenwoordiging was in die tijd evenwel geen eis: ook voor de Verlichte filosofen was het gewone volk zelf onmondig. Verschillende lichamen hielden zichzelf voor de volksvertegenwoordiging (onder meer de niet-gekozen Parlementen). Vaak wordt Charles de Montesquieu als belangrijkste filosoof in dit verband geciteerd. Zijn verwijzing naar Parlementen als garant van de vrijheid wordt modern en vaak fout geïnterpreteerd. De Parlementen waren in zijn tijd adellijke rechtbanken en hooggerechtshoven die een recht van remonstrantie tegen de koning bezaten. De rol van de filosofen werd door latere historici uitvergroot, maar wellicht belangrijker in de contestatie van het koninklijk absolutisme waren (pseudo-)historici, onder invloed van het Jansenisme, zoals présidents De Cotte en Durey de Meinières en diens medewerker de baljuw Louis Adrien Le Paige, een politiek theoreticus en rabiaat pamflettist die op historische gronden de koninklijke macht ondergeschikt beschouwde aan die van de Parlementen, en zo een regering van (adellijke) rechters tot stand wilde brengen.
StandenVeel mensen vonden dat de standen moesten verdwijnen. Alle mensen moesten gelijk zijn. Een boer moest gelijk zijn aan een edelman, want een edelman heeft geen grotere maag dan een boer. De meester heeft geen grotere en sterkere armen dan zijn knecht. Dus waarom zou hij meer waard zijn dan de armen. Mensen vonden het oneerlijk dat alleen de Derde Stand belasting moest betalen. Ze vonden het ook oneerlijk dat de Derde Stand 10% van het loon aan de Kerk moest afstaan. Ze vonden het oneerlijk dat alleen zij moesten betalen en dat zij eigenlijk amper rechten hadden. Boeren moesten bijvoorbeeld gratis een deel van hun tijd op het land van de edelman werken. Omdat zij belasting betaalden en loonheffing aan de Kerk moesten geven, wilde de Derde Stand ook kunnen meepraten en meebesturen in de regering.
PamflettenstrijdEen jarenlange pamflettenstrijd brak los vanaf het midden van de 18de eeuw met beschuldigingen, beledigingen, laster en sensationele verdachtmakingen van zelfs mythische proporties over beweerde losbandigheid en wreedheid (onder meer dat de koning zich zou baden in kinderbloed) die gretig aftrek vonden bij het Verlichte publiek. De clandestiene auteurs waren te vinden in Parlementaire en Jansenistische kringen. De goedmenende Louis le Bien Aimé werd uiteindelijk gehaat en veracht, en als despoot en tiran afgeschilderd. Vanuit de parlementaire kringen kwam in 1757 ook een aanslag voort. Na de dood van Lodewijk XV ging het pamfletteren en beledigen gewoon verder tegen Lodewijk XVI en Marie Antoinette. De titels despoot en tiran werden gemeengoed in de revolutionaire woordenschat.
Oorspronkelijk gebruikt door de lage adel en jansenistische kringen, werd de opruiende taal ook het idioom van de burgerij, die vanaf de samenroeping van de Staten-Generaal in 1789 het hoge woord voerde.
Het koninklijk gezinIn 1781 publiceerde Jacques Necker, Directeur-Generaal van de Schatkist, een Compte rendu au Roi, om zijn beheer te rechtvaardigen. De ontevredenheid onder de bevolking groeide met de wetenschap dat de koning en zijn vrouw zo veel uitgaven aan paleizen, pensioenen, eigen voorzieningen (bijvoorbeeld het boerderijtje van Marie Antoinette) alsof er niets aan de hand was. Het bekende gezegde "Le peuple n'a pas de pain? Qu'il mange de la brioche!" ("Heeft het volk geen brood? Dan eet men toch brioche!") is nooit door haar uitgesproken, maar was campagnevoer voor de auteurs van pamfletten, net zoals de Diamanten-halssnoeraffaire.

## Verloop van de Revolutie

### De Assemblée nationale

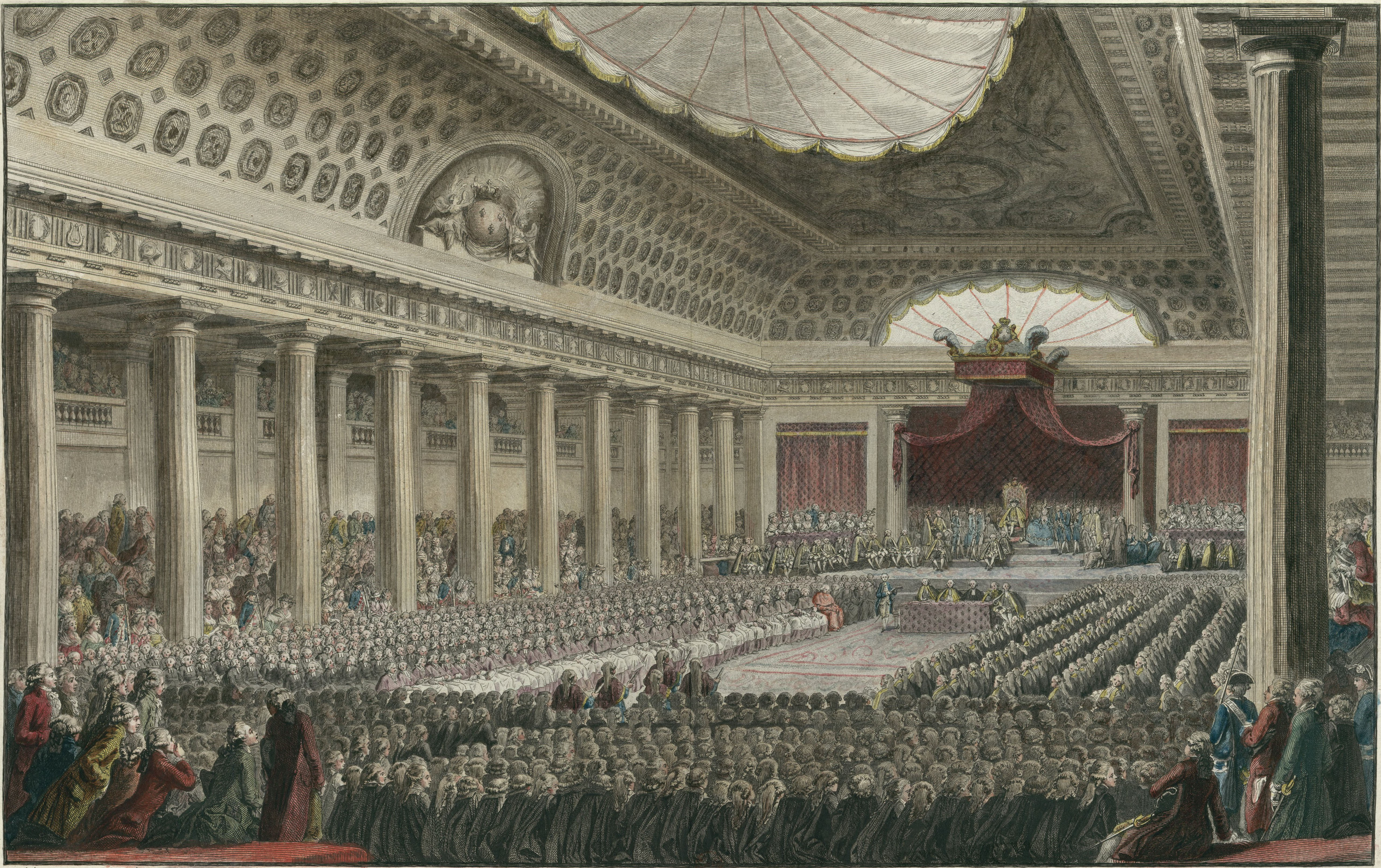
De Staten-Generaal in het Hôtel des Menus-Plaisirs

De schuldenlast van de Staat, en de onmogelijkheid om op legale wijze hervormingen door te voeren tegen de wil van de Parlementen en de geprivilegieerden, maakten een bankroet onafwendbaar. De Koning riep een Assemblée des Notables bijeen, zonder oplossing, en organiseerde ten slotte een Staten-Generaal. Er werden verkiezingen georganiseerd volgens een ingewikkeld, getrapt systeem, waarbij een zeer ruime vertegenwoordiging werd gecreëerd (élke Fransman die op de belastinglijst stond nam deel aan de verkiezingen voor de Derde Stand, ook diegenen die niet betaalden; bij de geestelijkheid mocht elke pastoor stemmen, hetgeen een grote groep niet-edelen in de vertegenwoordiging van de Eerste Stand bracht).
Traditioneel moesten de drie Standen apart vergaderen en stemmen, wat nadelig was voor de derde stand, die evenveel leden mocht afvaardigen als de twee andere standen samen en die wist dat de clerus een belangrijke minderheid sympathisanten voor hun zaak bevatte. De Derde Stand eiste dat er hoofdelijk en gezamenlijk gestemd werd en weigerde apart te vergaderen. De afgevaardigden waren bovendien naar Parijs gekomen, gewapend met Cahiers de Doléances, met alle eisen van het Volk, en beschouwden zich als gelegitimeerd om fundamentele hervormingen door te voeren, wat niet de bedoeling van de koning was, die een toespraak hield waarin hij waarschuwde voor te veel innovaties, en ook niet de bedoeling van Necker, die een redevoering van drie uur over financiën hield. De afgevaardigden van de Derde Stand waren evenwel niet gekomen om over geld te praten en laten zich niet terugdringen in die rol.
Op 17 juni 1789 roept de derde stand zich uit tot de Assemblée nationale (nationale vergadering - niet te verwarren met de huidige Franse assemblée nationale). Op dat moment liet koning Lodewijk XVI, in diepe rouw over de dood van zijn zoon, de vergaderzaal sluiten. Heethoofden beweerden dat de koning de Assemblée wilde opheffen en men besloot uit te wijken naar de Kaatsbaan. Het past in de politieke agenda van latere historici om de sluiting van de Assemblée aan de intrigerende koningin toe te schrijven.
Hier werd op 20 juni de Eed op de Kaatsbaan gezworen, waarin verklaard werd niet uit elkaar te zullen gaan tot het land een Grondwet zou hebben. Nadat delen van de adel en geestelijkheid zich aansloten bij de Nationale Assemblée, verzocht Lodewijk de resterende leden van de twee bevoorrechte standen op 27 juni om zich eveneens bij de Assemblée te voegen. De meesten van hen volgden dit op. Achteraf kan men stellen dat dit de start was van de Franse Revolutie en het begin van het einde voor het ancien régime, maar op dat moment wisten de betrokkenen dat nog niet. Op 9 juli noemde de Assemblée zich "Assemblée nationale constituante'', Nationale grondwetgevende vergadering.

### Bestorming van de Bastille

Jean-Pierre Houël: De bestorming van de Bastille

Er ontstond – vooral bij de gewone bevolking van Parijs – wantrouwen ten opzichte van de koning en de aristocratie. Sinds het ontslag van eerste minister de Brienne was het onrustig geweest in Parijs. Op 27 april 1789 waren er bloedige rellen uitgebroken door het gerucht dat de industrieel Réveillon de lonen wilde verlagen. De arme wijk van de Faubourg Saint-Antoine was sindsdien in permanente opschudding.
Op een moment dat de rijke burgerij de macht meende te krijgen, bleek dat troepen rondom Parijs werden verzameld en dat bovendien de koning op 12 juli de populaire minister Necker, een bankier, had ontslagen en in diens plaats de hardliner De Breteuil had benoemd. Voor het wereldje van zich verrijkende bankiers en speculanten was dit een schok. Bereidde de koning een staatsgreep voor, met de benoeming van baron De Breteuil? De rijke bourgeoisie ging het gepeupel als stormram gebruiken.
Bankiers Jean-Frédéric Perregaux en Étienne Delessert deelden wapens uit. Volksmenners namen hun kans waar: Camille Desmoulins nam de leiding van de gebeurtenissen in handen. Parijs was een gemakkelijke prooi, want op 12 juli had de ontevreden militaire commandant, de Besenval, de ordehandhaving uit Parijs teruggetrokken. In de ochtend van 14 juli nam een bende revolutionairen het Hôtel des Invalides in, om zich te bewapenen. Zij vonden er musketten en kanonnen, maar geen buskruit. Zij trokken naar het fort van de Bastille, waar een voorraad buskruit lag. Op 14 juli 1789 werd de Bastille bestormd, het kruit buitgemaakt, de gouverneur van de Bastille vermoord, en de paar gevangenen (vier valsemunters, twee krankzinnigen en de graaf van Solages, mogelijk een seksuele delinquent, opgesloten op kosten van zijn familie) triomfantelijk 'bevrijd' (de krankzinnigen werden later weer opgesloten in het asile de Charenton).
Latere geschiedschrijving verfraaide de werkelijkheid en stelde de val van de Bastille voor als het einde van een koninklijk symbool van onderdrukking. In feite was het de start van de gewapende opstand en het bloedvergieten en de regering van volksmenners. De opstand breidde zich uit naar het platteland, waar de bevolking de eigendommen van de aristocratie aanviel. De bestorming van de Bastille werd het belangrijkste symbool van de revolutionaire gebeurtenissen.
De bourgeoisie, bankiers en speculanten zegevierden: op 16 juli benoemde de koning Necker opnieuw als minister. Om het gepeupel "na gebruik" weer in bedwang te krijgen, kocht de burgerij de wapens weer op – voor 40 sous per stuk – en bewapende hiermee een burgermilitie die ze Nationale Garde noemden. Hierdoor beschikte de burgerij over een eigen leger. Alleen "actieve burgers" (lees: rijk genoeg om belastingen te betalen) mochten lid zijn van de Garde.

### Afschaffing van het feodale systeem

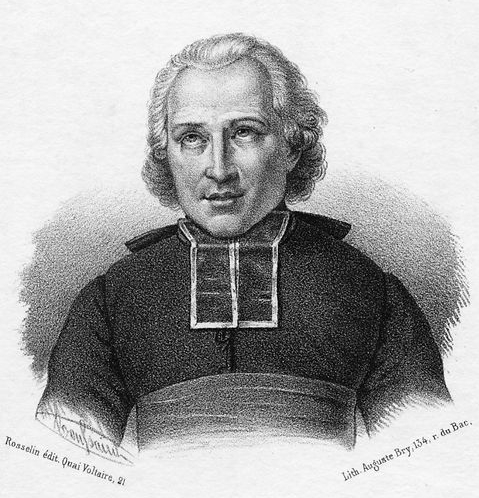
Abbé Grégoire

Vanaf juli 1789 werd de grondwet voorbereid in commissies. De vergadering werd verontrust door een reeks boerenrevoltes – die reeds van eind 1788 woedden – tegen de heerlijke rechten, bekend als "la Grande Peur". Om de boeren te kalmeren, maar ook vanuit een eigen programma, werd besloten de heerlijke rechten af te schaffen. De heerlijke rechten waaronder de boeren en andere tenurehouders gebukt gingen, waren onder meer:
- de cijns, een belasting in geld
- corvée, een verplichting om 3 werkdagen per jaar aan de heerlijkheid te presteren (in de praktijk geweigerd door de boeren)
- champart, een deel van de oogst
- banaliteitsrechten, waaronder betalend gebruik van de molen, de oven of andere faciliteiten
- mainmorte of dodehand, het recht van de heer op een erfdeel of, in zekere gevallen (reële horigheid) de opheffing van het pachtcontract bij overlijden

Belangrijk waren voorts de kerkelijke tienden, die ook op niet-kerkelijke gronden werden geheven.
Sommige van deze rechten waren relatief klein, maar alles samen wogen deze lasten substantieel op de boerenschouders.
Op 4 augustus 1789 stemde de Assemblée voor de afschaffing van de privileges en het feodalisme. Artikel 1 van haar verklaring luidde:
"De Assemblée Nationale vernietigt totaal het feodale regime".
De verkoopbaarheid van ambten, typisch voor het ancien régime en een belangrijke bron van inkomsten voor de overheid (om een ambt erfelijk te houden, moest de ambthouder een belasting betalen, de "paulette"), werd eveneens afgeschaft en de eigenaars van de ambten werden vergoed voor de geleden schade.
De tienden, de heerlijke justitie en de andere gezagsrechten vielen weg zonder compensatie. Het was echter niet te verwachten dat de vergadering, die uit rijke burgers, clerus en adel bestond, verworven eigendomsrechten zonder meer zou wegdecreteren. De vergadering wilde bij haar hervorming het eigendomsrecht vooral herdefiniëren. Het geconsolideerde decreet dat op 11 augustus werd gestemd, beschermde de heerlijke rechten die als voldoende legitiem werden gepercipieerd door te bepalen dat ze moesten worden afgekocht.
Volgens Peter Kropotkin verkregen de burgerlijke grootgrondbezitters de vroegere adellijke rechten en werden er alleen symbolische offers gebracht. Hij wijdde verschillende hoofdstukken (17-18 en 26-27) van zijn boek La Grande Révolution aan deze historische "maskerade", en titelde zijn hoofdstuk 18 "De feodale rechten blijven".
De afschaffing van de kerkelijke tienden zou de boeren geen financiële verlichting hebben gebracht, omdat de landeigenaren meteen de pacht verhoogden en de winst in eigen zak staken. Nu de Kerk geen inkomsten meer had, stortte het systeem van bijstand, armenhulp en scholen, dat uit de tienden gefinancierd werd, in elkaar.
Deze ondoeltreffende maatregelen hadden geen effect op de onrust onder de boeren, die reeds vóór 1789 waren gestopt met herendiensten te leveren, en cijns te betalen. In februari 1790 rapporteerde de abbé Grégoire aan de Assemblée dat de boerenonlusten bleven duren en in hevigheid toegenomen waren. Het decreet van februari 1790 maakte de Krijgswet mogelijk hiertegen.
Het decreet van 15 maart 1790 bracht meer duidelijkheid over het afkopen. Dit gold voor een lange reeks rechten (cijns, champart, tienden, grondrenten, lods et ventes). De niet-genoemde rechten werden in principe zonder vergoeding afgeschaft, maar voormalige heren konden het tegenbewijs leveren en mochten daarvoor in de meeste provincies steunen op het adagium Nulle terre sans seigneur. Het was dan de tegenpartij die dit vermoeden met geschriften moest weerleggen.
De Assemblée voorzag de landeigenaren van de nodige legale wapens om hun rechten af te dwingen, en de burgers organiseerden milities om de opstanden van wat zij "brigands" en "dieven" noemden, de kop in te drukken. Een decreet van 6 juni 1790 bepaalde:
"allen die het volk opstoken tot geweld tegen eigendommen [..] worden vijanden van de grondwet verklaard. De Krijgswet is tegen hen van kracht.".
Op 18 juni decreteerde de Assemblée dat de tienden dat jaar (dus ook de achterstallige) moesten betaald worden aan de rechthebbenden, en op de gewone manier. Diegenen die meenden dat sommige feodale rechten niet verschuldigd waren, deden er beter aan ze te betalen vooraleer een proces aan te spannen, want artikel 3 bepaalde dat processen de betaling van tienden etc. niet opschortten.
Na diverse bijsturingen ten nadele van de voormalige heren, werd onder de jakobijnse dictatuur, op 17 juli 1793, een einde gesteld aan de afkoopbaarheid. Alle heerlijke en feodale rechten werden zonder vergoeding afgeschaft, en om dit onomkeerbaar te maken moesten alle feodale akten worden verbrand.

### De Verklaring van de rechten van de mens en de burger

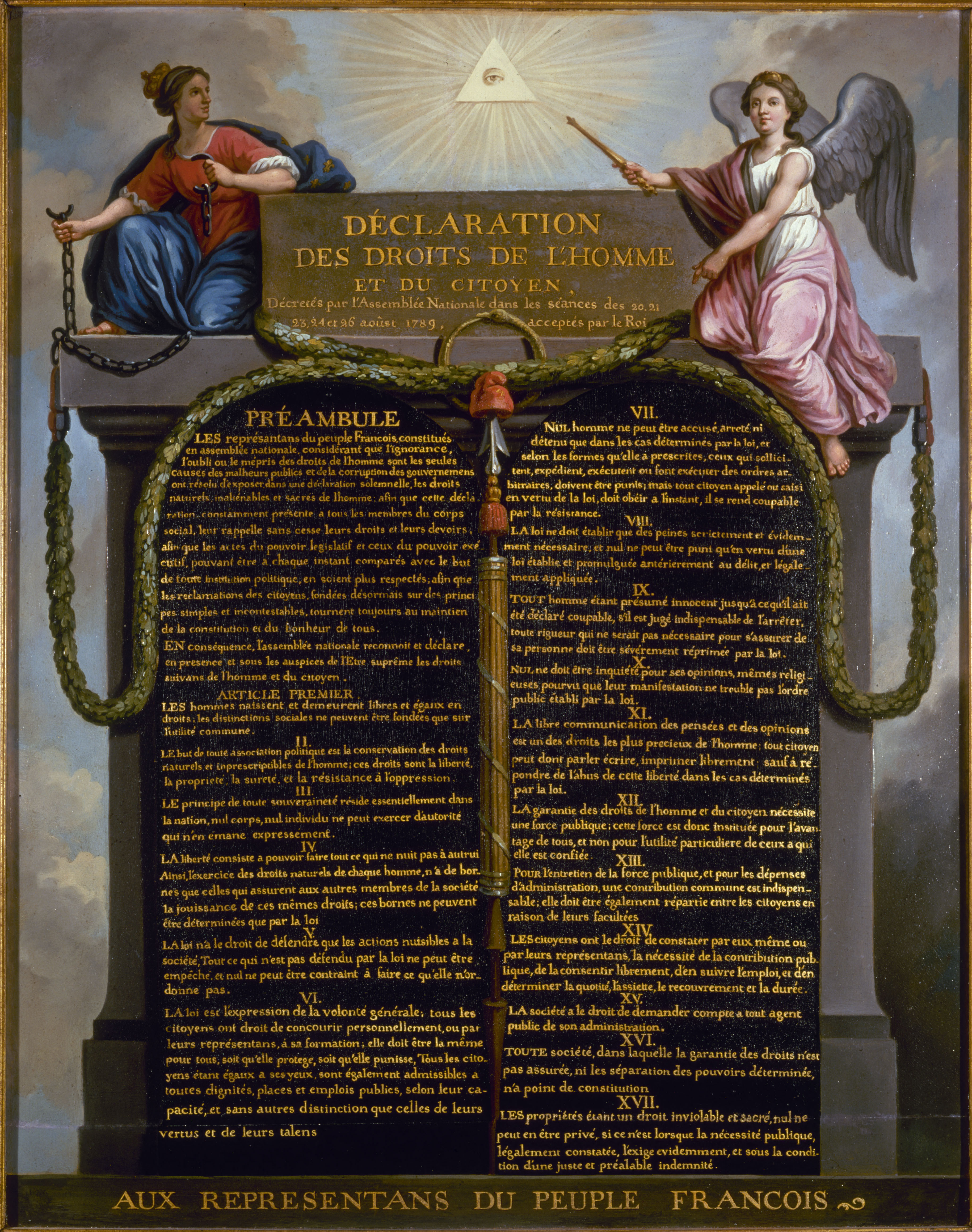
Verklaring van de rechten van de mens en de burger

Op 26 augustus 1789 is er de Déclaration des droits de l’homme et du citoyen als de emancipatie van de nieuwe wereldbeschouwing. De 17 artikelen behandelen ieder aspect van de nieuwe staatsopvatting. Hoewel nu iedereen gelijk is, blijven de boeren en arbeiders legaal onderdrukt, en zonder recht op politieke vertegenwoordiging. Ook vrouwen krijgen geen rechten. De slavernij blijft ingesteld in de koloniën, onder meer dankzij vertegenwoordigers als Barnave, Malouet en Alexandre de Lameth, die in de wet van 8 maart 1790 de beslissingsmacht over koloniale zaken aan de koloniale assemblées doen toewijzen. Ook het ijveren voor bevrijding van slaven wordt bij deze wet een gevaarlijke en strafbare zaak - een aanval op het eigendomsrecht, en dus een aanval op de Rechten van de Mens. De journalist en redenaar Camille Desmoulins, revolutionair van het eerste uur, schrijft L'esclavage, la tyrannie, l'oppression sont consacrés en loi (Slavernij, tyrannie en verdrukking zijn vastgelegd in de wet). Het is opmerkelijk dat één Mensenrecht tweemaal genoemd wordt in de Verklaring, en de tweede keer onaantastbaar en heilig: het eigendomsrecht. Door de heiligheid van het eigendom rechtvaardigt de bezittende klasse de handhaving van de feodale rechten - zij het dan onder andere namen -, het geweld tegen boeren en arbeiders vanwege de Nationale Garde, en de slavernij.
Een decreet van 1790 schafte de Lettres de cachet af, een juridisch instrument uit het ancien régime waarmee een pleger van een misdrijf, of geldverkwister, herrieschopper, gek of dronkaard zonder tussenkomst van de rechtbank een tijd opgesloten kon worden, soms ook om de eer van een goede familie te vrijwaren door een proces te vermijden. Wie voorheen door zo'n Lettre de cachet was vastgezet in een Maison de Force werd nu, ook zonder vorm van proces, in een Maison d'amelioration opgesloten, met dezelfde strafmaat. Alles bleef bij het oude, en de "vooruitgang" bleef beperkt tot het geven van een andere naam. Aangezien de term Maison d'amelioration geen ingang vond in de volksmond, leek de nieuwe situatie erg op de oude.
Het decreet van 15 oktober 1790 schafte het Parlement van Parijs af, een rechtbank die in het ancien régime als grondwettelijk hof fungeerde, en de decreten van de "absolute" koning aan de fundamentele wetten en vrijheden toetste. Ongehinderd door juridische oppositie zou de Wetgevende macht in het Revolutionaire Frankrijk nog absoluter kunnen regeren dan de koning daarvoor. Pas in 1958 zal het Franse regime weer een juridisch tegengewicht dulden, de Grondwettelijke Raad.

### Vorming van facties en clubs

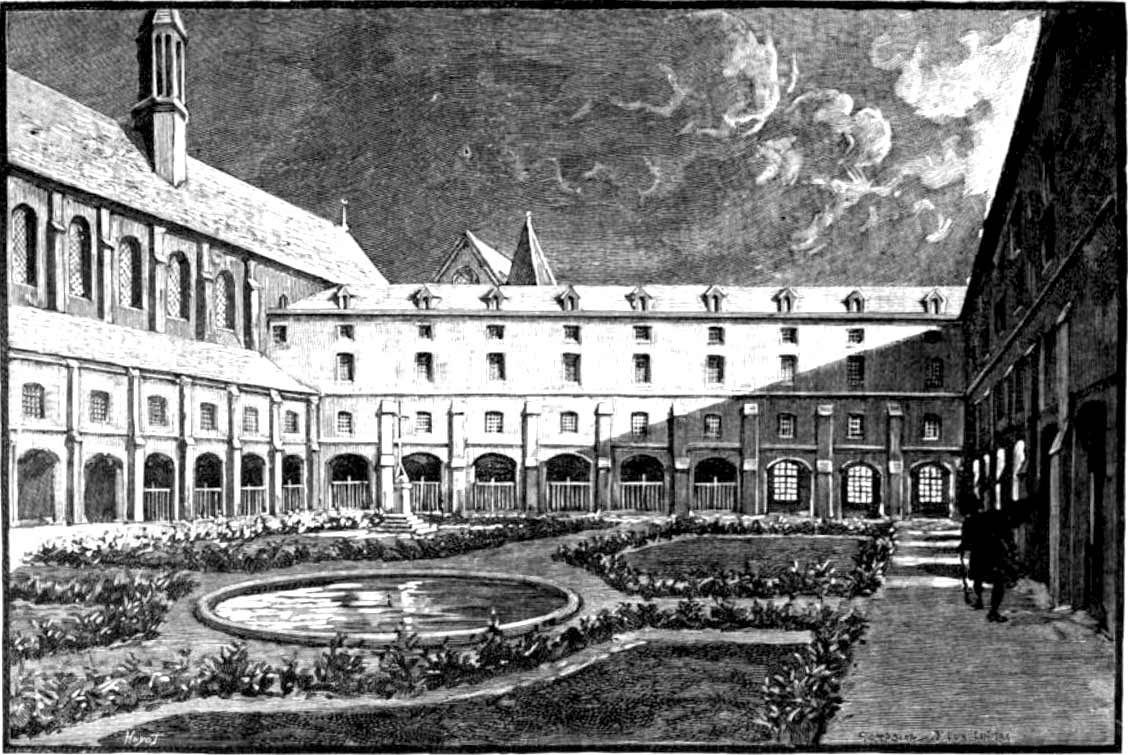
De Club des Cordeliers in 1793.

In de Assemblée ontstond een opsplitsing in facties. Rechts werd vertegenwoordigd door de aristocraten. Zij verdedigden de belangen van de geprivilegieerden. Links stonden de democraten of jakobijnen met onder meer Robespierre; zij eisten algemeen stemrecht (voor mannen). Het centrum vormde de grootste groep, het waren de monarchisten. Zij aanvaardden de afschaffing van de privileges maar bleven koningsgezind.
Vanaf 1790 vergaderde in een leeg franciscanenklooster (Couvent des Cordeliers) de club der Cordeliers, een extremistische pressiegroep. In tegenstelling tot de elitaire jakobijnen was hun lidmaatschap gratis. De cordeliers hadden hun eigen pers (l'Ami du Peuple en Le Père Duchesne) van Marat en Hébert om de publieke opinie te beïnvloeden. Vanuit deze club werden steeds verdergaande stappen geëist (zoals de afzetting van de koning, het verbieden van religie of ontkerstening) en werd agitatie en voortdurende opstand voorbereid, zoals de betoging van de Champ-de-Mars op 17 juli 1791 en de Bestorming van de Tuilerieën in 1792. De cordeliers werden gefinancierd door groepen die gebaat waren bij oorlog en chaos (speculanten, corrupte politici, buitenlandse bankiers), die uiteindelijk de Cordeliers opdeelden in Hébertisten (Exagérés, of "overdrijvers") en Dantonisten (Indulgents of "vergevingsgezinden").

### Confiscatie van de kerkelijke eigendommen

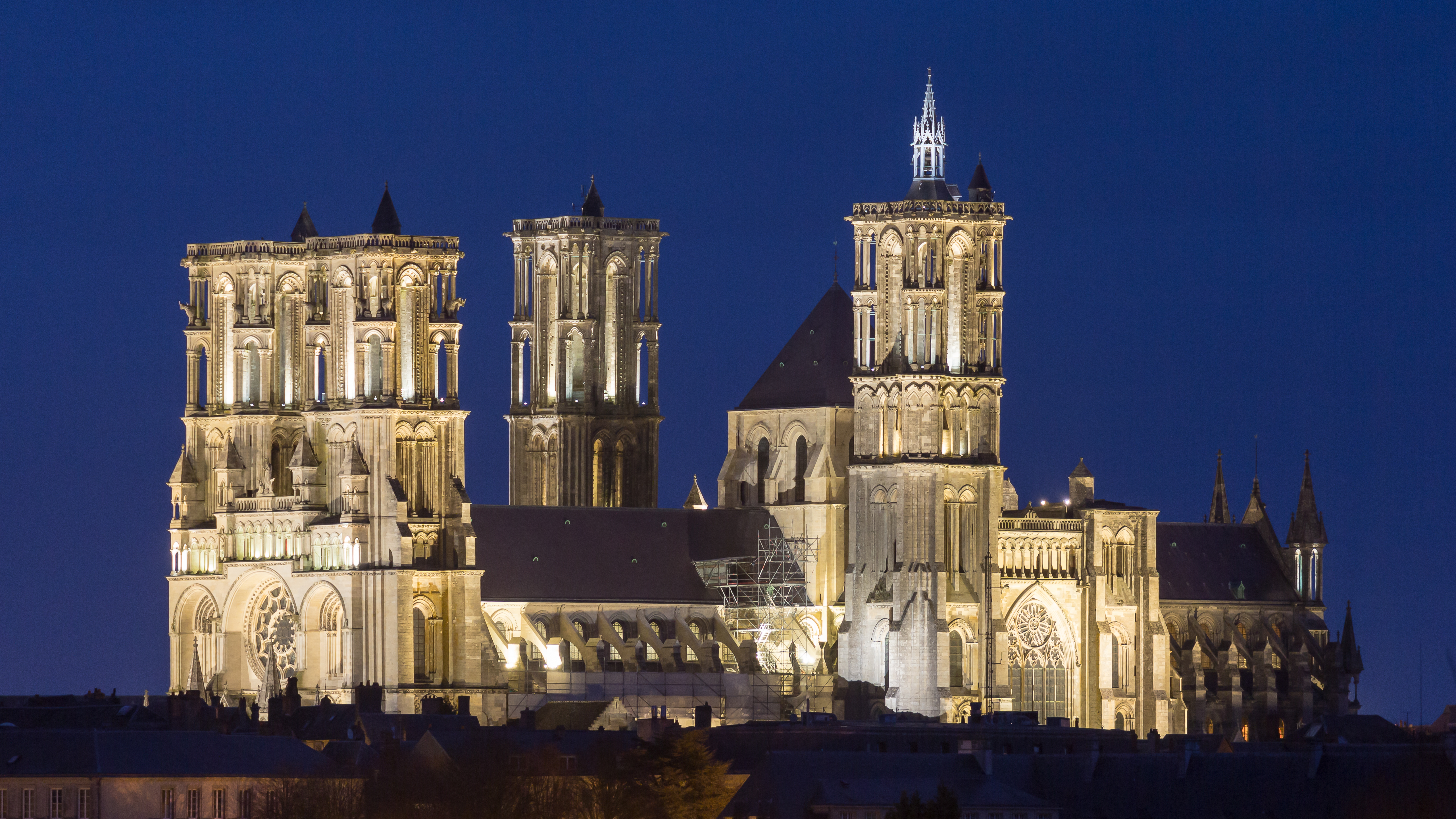
Een van de zeven torens van de Kathedraal van Laon werd in de revolutie neergehaald

Hoewel de Assemblée bijeengeroepen was om een oplossing te vinden voor de benarde financiële situatie van het land, had ze tot dan toe geen stappen daartoe ondernomen. De bevolking had de belastinginners verdreven, en de Assemblée had vele belastingen illegaal verklaard. Deze ingrepen waren niet van aard het overheidstekort te verkleinen. Er kwam een voorstel van een belastingvoet van 25 procent op alle inkomens, wat leidde tot grote consternatie onder de afgevaardigden - zó hoog waren de belastingen onder het ancien régime nooit geweest, men had juist gehoopt op een vermindering, en sommige dromers (in de cahiers de doléances) hadden zelfs gedacht aan een afschaffing van inkomstenbelasting (de gehate taille).
Maar de gehoopte geldsommen kwamen niet in de kas, en de banken verleenden geen krediet meer. De Assemblée koos voor een drastisch middel om de kas te kunnen vullen: bij de wet van 2 november 1789 werd beslag gelegd op de kerkelijke goederen. De geestelijken werden ambtenaren en moeten een eed van trouw afleggen. De kloostergeloften werden afgeschaft en de geestelijken hoorden nu bij de "constitutionnels" of bij de "réfractaires", naargelang ze al dan niet trouw zwoeren.
De geconfisqueerde goederen van de Kerk werden als Nationaal goed in een Caisse ondergebracht, in afwachting van hun geleidelijke verkoop. Zij dienden als onderpand voor de uitgifte van papiergeld, de Assignaten. Deze financiële kunstgreep verliep zo goed (en de belastinginning zo slecht), dat men steeds meer assignaten ging drukken, met hyperinflatie tot gevolg.
Om de uitgifte van assignaten voort te kunnen zetten, nam de overheid vanaf 1792 de goederen van geëmigreerde edellieden in beslag. Daarna werden ook de goederen van de "verdachten" en veroordeelden aan het nationaal goed toegevoegd. Toen bleek dat dit ook niet volstond, werd er oorlog gevoerd. De veroverde gebieden werden geplunderd (onder meer het huidige België) en de domeinen van kerken, kloosters en emigranten gingen in de veiling. Veel historisch waardevolle gebouwen, kastelen, kerken en kloosters, werden gesloopt (Lijst van cultureel erfgoed dat teloorging door de Franse Revolutie) door de nieuwe eigenaars (later de bande noire genoemd). Zij kozen er vervolgens vaak een industriële bestemming voor of verkochten de gesloopte materialen.

### Corruptie

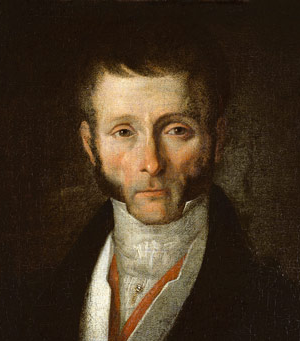
Joseph Fouché

De verkoop van het nationaal goed en de speculatie maakte de corrupte revolutionaire politici rijk. Santerre, Pache, Jean-Pierre de Batz, Stanislas-Marie Maillard, Jean-Baptiste Carrier, Joseph Le Bon, Joseph Fouché, Cambacérès, Jean-Lambert Tallien, Bertrand Barère de Vieuzac en anderen wendden hun invloed aan om de inbeslaggenomen goederen goedkoop te kopen en voor een veelvoud weer op de markt te brengen. Dat één enkele revolutionair zich niet verrijkt, was een eretitel waard: zo werd Robespierre de onomkoopbare genoemd - het zou hem zuur opbreken, de meest corrupten zouden later Robespierre ten val brengen.
Onvoorstelbare fortuinen - de bezittingen van de Kerk, adel en veroordeelden - werden kunstmatig onder de waarde aan de corrupte speculanten verkocht - vaak revolutionaire politici die met stromannen werkten. De administrateurs van het Nationaal Goed werden door "syndicaten", verenigingen van speculanten, ertoe gebracht (door betaling of andere middelen) om de te verkopen loten samen te voegen tot één groot lot, zodanig dat de prijs buiten bereik van individuele beleggers lag. Het syndicaat werd dus de enig mogelijke koper. Na de toewijzing hielden de leden een nieuwe, besloten veiling van de opnieuw in kleinere behapbare stukken verdeelde grote loten. De opbrengsten werden verdeeld onder de leden, en een deel werd aan de corrupte administrateurs gegeven.
Een andere bron van rijkdom kwam beschikbaar in 1792, bij het uitbreken van de oorlog. Er werd grof geld verdiend aan de leveranties van goederen aan het leger. Ook de bevoorrading kwam in handen van speculanten. Uiteindelijk verenigden de belanghebbenden zich in een politieke groepering rondom de journalist en uitgever Hébert - Hébertisten of ook Exagérés - met als doel de Revolutie verder te radicaliseren, oorlog te voeren en hun critici uit te schakelen. Vooraanstaande bankiers (de Laborde, de Koch) steunden de beweging en de Hébertistische pers, en betaalden agitatoren. Hoewel een aantal Hébertisten tijdens de Terreur aan de guillotine werden overgeleverd, slaagden de meesten erin te overleven. Sommigen werden pas onder Napoleon gevat. Velen werden ongemoeid gelaten - de Hébertist Joseph Fouché was bij zijn dood in 1820 de rijkste man van Frankrijk. Santerre stierf arm: de kleine brouwer en bestormer van de Bastille werd in enkele jaren tijd kasteelheer en grootgrondbezitter, maar werd door toedoen van de Onomkoopbare (Robespierre) vastgezet en moest na de Terreur enorme sommen verduisterd geld terugbetalen.
Na de plundering van de Tuilerieën in augustus 1792 kwam aan het licht dat sommige revolutionairen zich door de koning hadden laten betalen. Uit de ijzeren kast van de koning kwamen bezwarende documenten tevoorschijn. De bekendste omgekochte politicus was de ondertussen overleden Mirabeau. Ook volksmenner Santerre had koninklijk geld aanvaard om een gematigdere koers te varen. Politici haastten zich naar de Tuilerieëen om de gevonden documenten te "ordenen", een ordening die onder meer de papieren over de corruptie van Danton deed verdwijnen.
Ook voor kleinere garnalen bood de Revolutie kansen. De exagéré en gewezen monnik François Chabot verdiende als lid van het Comité de Sûreté générale goed geld door vervolging te verhinderen van verdachten in ruil voor steekpenningen. Ook betrokken bij de frauduleuze liquidatie van een overheidsinstelling, de Compagnie des Indes, voelde hij zich verplicht een huwelijk aan te gaan om via een fictieve "bruidsschat" 700.000 pond wit te wassen. Hij werd door toedoen van Robespierre onthoofd in 1794.
De bankier Jean-Frédéric Perregaux was een opmerkelijke spin in het corruptienet en een financier van de agitatie van de Exagérés. Oorspronkelijk liet hij zich in met graanspeculatie, en later met het financieren van de oorlogsinspanningen. Hij versluisde grote omkoopsommen uit Engeland naar vooraanstaande Exagérés, met het doel onrust te zaaien en de militaire operaties in de war te sturen. Hij speelde een rol bij het financieren van de agitatie die leidde tot de Commune insurrectionnelle en de aanval op de Tuilerieën. Door hem betaalde revolutionairen droegen bij tot de radicalisering van de Revolutie. De "onverklaarbare" militaire nederlagen onder meer in de Vendée en in het algemeen onder het ministerie van Pache zijn wellicht aan zijn steekpenningen te wijten: revolutionaire helden zoals generaal Westermann, en minister François Louis Deforgues van Buitenlandse Zaken, een stroman van Pache, ontvingen via hem geld uit Engeland.
Om hun agitatie uit te dragen, de Sansculotten op te hitsen en hun tegenstanders uit te schakelen hadden de Exagérés een demagogische pers op maat: Hébert gaf het scheldblad Le Père Duchesne uit, financieel gesteund door het Ministerie van Oorlog van Pache, dat 600.000 abonnementen afnam, en Marat's L'Ami du Peuple.

### Wet-Le Chapelier

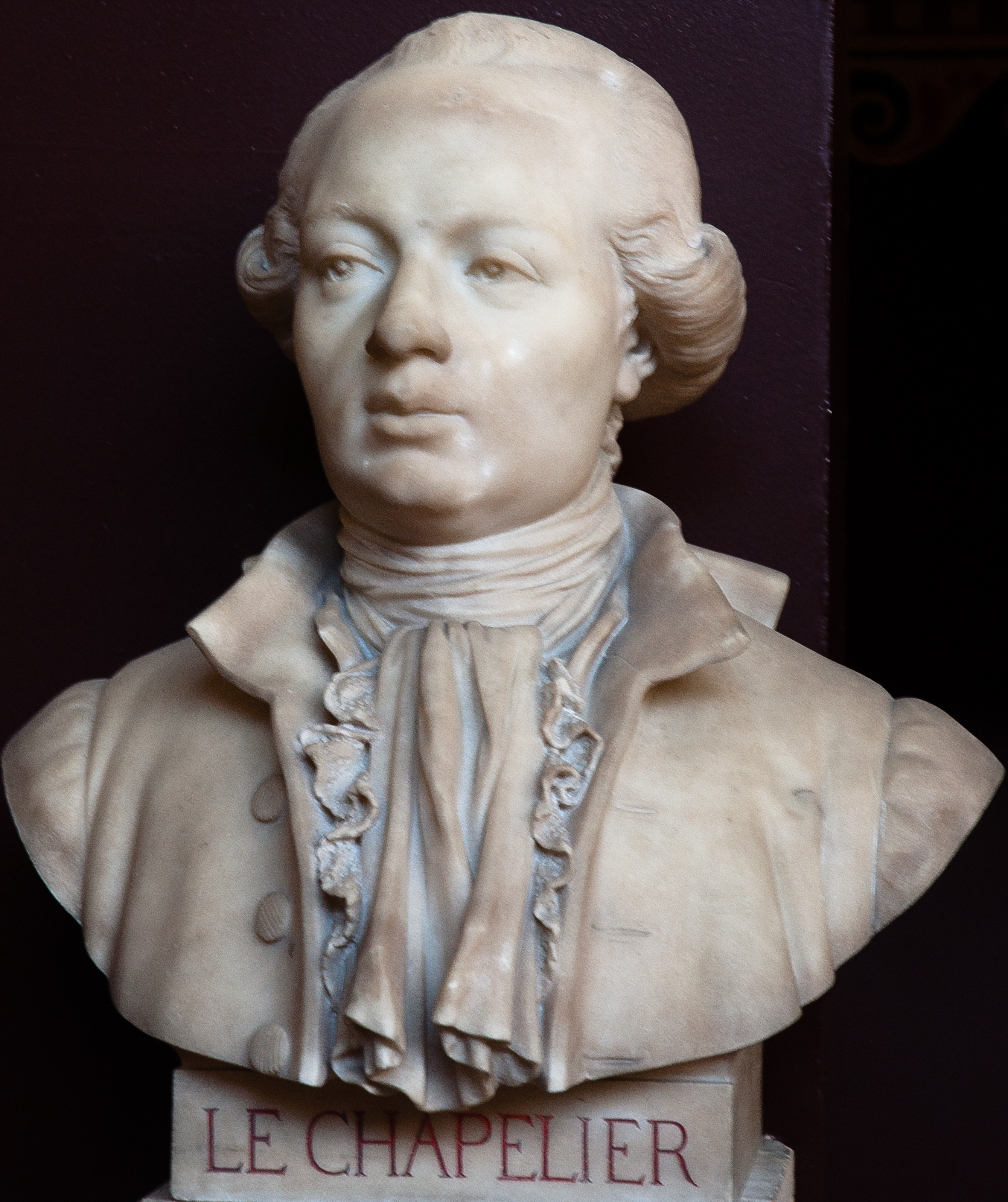
Isaac-René-Guy Le Chapelier

Op 14 juni 1791 werd de Wet-Le Chapelier afgekondigd. Deze wet, die stelt het is niet toegestaan de burgers te scheiden van het Publiek Belang door in een geest van samenwerking een intermediair belang te creëren, beoogde in het bijzonder de arbeidersverenigingen (compagnonnages) en stakingen te verbieden. Tot dan toe regelden de compagnonnages collectief het loon van de arbeiders, na de wet stond de arbeider alleen tegenover de patroon. De wet werd tot 1884 gebruikt om syndicaten te weren en tot 1946 om stakingen te onderdrukken.

### Vlucht van Lodewijk XVI

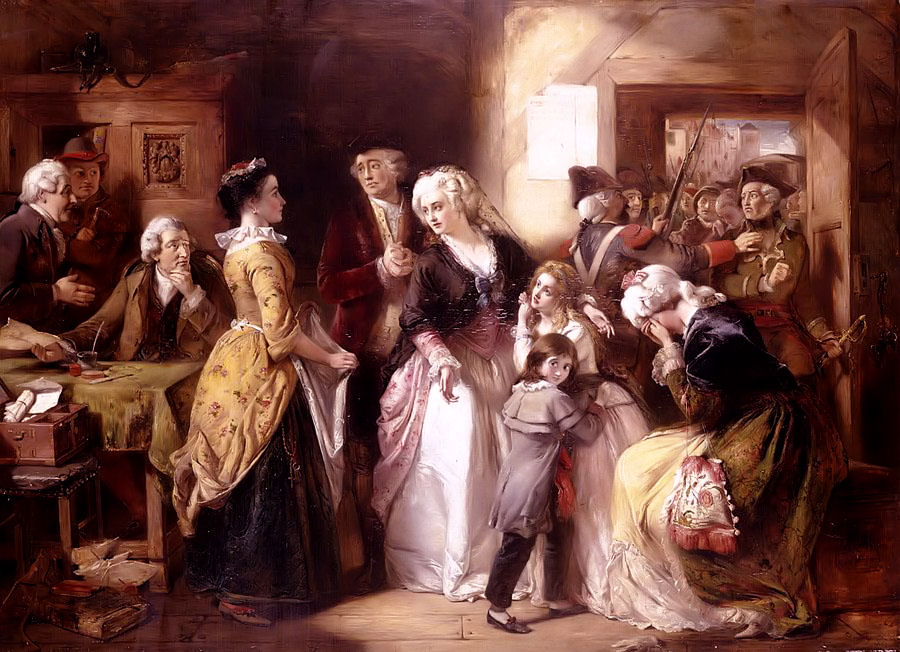
Aanhouding van Lodewijk XVI en zijn gezin te Varennes

De koning en de koninklijke familie probeerden op 20 juni 1791 in een koets naar de citadel van Montmédy te vluchten maar werden op 21 juni gevat in Varennes op korte afstand van hun bestemming. Het gezelschap werd vernederd terug naar Parijs gebracht.
De meerderheid van de Assemblée bleef de koning trouw. De Assemblée en de koning kwamen tot een vergelijk: in ruil voor een degelijke positie als hoofd van de Uitvoerende Macht en het schrappen van de artikels met betrekking tot de geestelijkheid, zwoer Lodewijk trouw aan de grondwet.
De arrestatie van de koning in Varennes zou een keerpunt worden in de Franse Revolutie. Het ontzag voor de persoon van de vorst had een gevoelige klap opgelopen en de idee van een republiek als staatsvorm won terrein. De vluchtpoging, zo stelden republikeinen zoals de Cordelierse leiders Danton, Desmoulins en Marat, toonde aan dat Lodewijk liever zijn volk in de steek liet om zijn eigen hachje te redden dan onder hen te blijven in de roerige tijden die het land in hun greep hielden, laat staan mee te werken aan het in goede banen leiden van de Revolutie en in het nieuwe Frankrijk een gewijzigde rol als koning op te nemen, waarbij hij zijn volk diende in plaats van zijn volk hem. Een constitutionele monarchie, waarover nu al 2 jaar werd onderhandeld, ging wellicht nog niet ver genoeg: het gehele koningschap leek onverenigbaar te worden met de nieuwe samenleving van vrijheid, gelijkheid en broederschap.

### De grondwet van 1791
Op 3 september 1791 werd de grondwet definitief door stemming goedgekeurd. De koning kreeg de uitvoerende macht. Het koninklijk handelen werd evenwel gedekt door de ministers. De wetgevende macht kwam toe aan de Assemblée Nationale Législative. Deze assemblée vormde het machtscentrum van de nieuwe maatschappij. Deze maatschappij was er een van rijke burgers. De evidentie waarmee dit uit de wetteksten was op te maken, de talloze compromissen en de bescherming van de koning, vormden oorzaak van een diepe kloof tussen de Assemblée en de publieke opinie. 
Nu het werk van de Assemblée constituante klaar was, ontbond men de vergadering en hield verkiezingen. Alvorens uiteen te gaan, legde de Assemblée vast, dat haar leden geen lid mochten zijn van de nieuwe Assemblée. 
Er bestonden nu twee nieuwe "Standen" (zonder ze te noemen, want iedereen was nu citoyen of burger): "actieve burgers", mannen van boven 25 jaar die een minimum aan belastingen betalen en "passieve burgers", vrouwen, jongeren, en de meeste arbeiders, boeren en armen. De "passieven" mochten niet stemmen of deelnemen aan de Nationale Garde. Het algemeen stemrecht, waarmee de koning de Staten-Generaal (de Assemblée) had samengeroepen, was dus afgeschaft - de Revolutie kon niet voorgesteld worden als een democratische vooruitgang. Tegenover 4 miljoen actieven stonden 26 miljoen passieve burgers. 
De verkiezingen - volgens een getrapt cijnskiesstelsel - alleen wie voldoende belastingen betaalde mocht stemmen voor kiesmannen, die voldeden aan nóg hogere inkomenseisen, en die de uiteindelijke afgevaardigden aanwezen - brachten een onervaren burgerelite aan de macht.
In de nieuwe Assemblée législative werd de rechterzijde nu bevolkt door de feuillants die gehecht bleven aan de constitutionele monarchie, zoals die door de Assemblée constituante in de grondwet werd vastgelegd. Links bestond uit de jakobijnen en de girondijnen die de grondwet verwierpen en streefden naar een republiek. Daartussenin bevond zich een grote groep weifelende afgevaardigden die deze of gene beslissing steunden afhankelijk van de politieke situatie of hun interpretatie ervan. De jakobijnen probeerden de koning uit te schakelen door lastercampagnes en georganiseerd geweld. De girondijnen stuurden aan op oorlog om de bestuurlijke en financiële chaos te doen vergeten en de koning, die vrede wenste, als verrader te kunnen elimineren.

### Oorlog

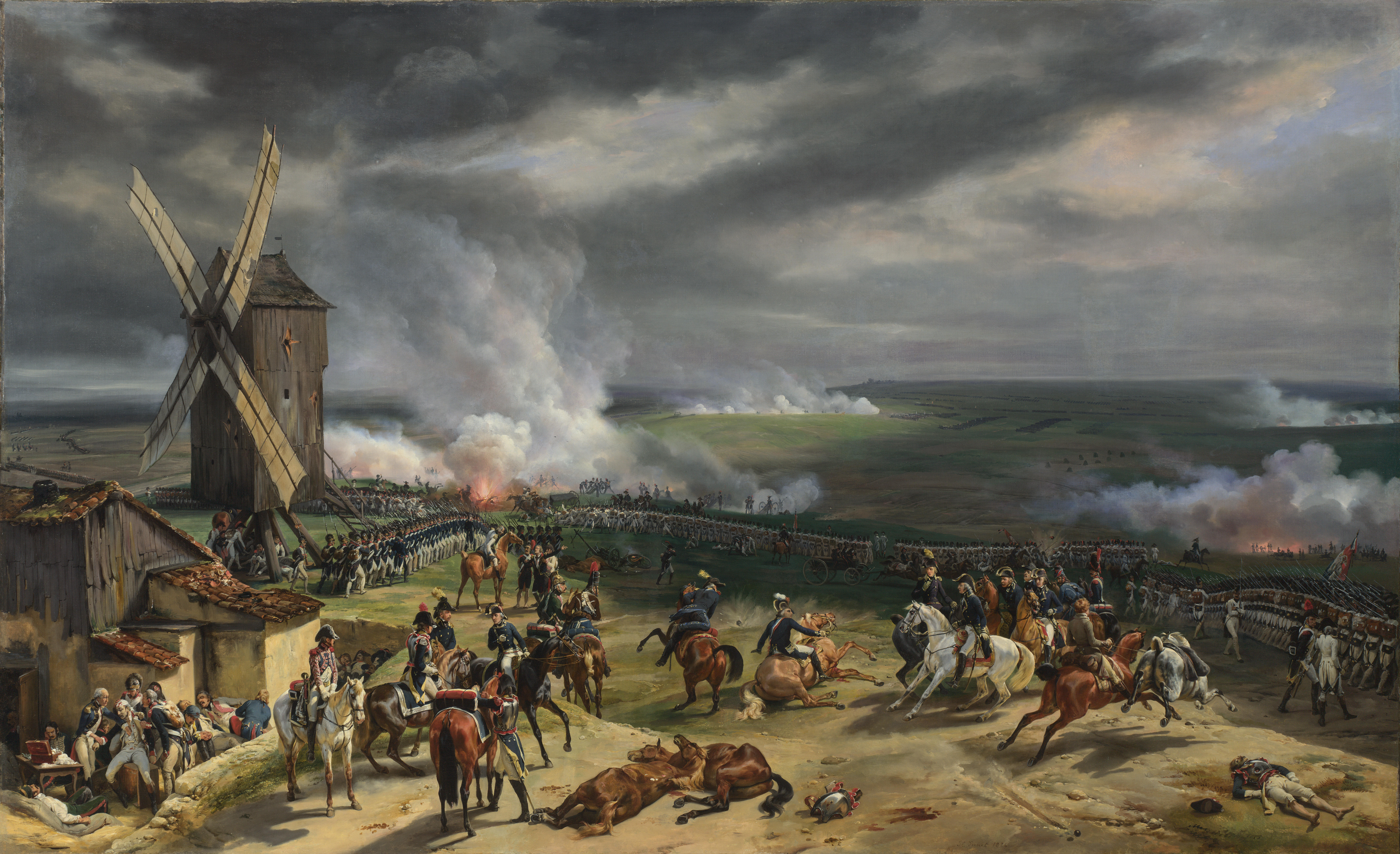
De Slag bij Valmy

Om de interne moeilijkheden en opstanden te boven te komen, beraamden de girondijnse revolutionairen een oorlog. Ze hadden drie motieven.
- Middelen door verovering en plundering.

De girondijnse minister Brissot verklaarde in december 1791 "Oorlog is noodzakelijk voor de toestand van onze financiën en de interne rust."
Narbonne, minister van Oorlog zei "Het lot van onze crediteuren hangt af van de oorlog".
- Een oorlog zou het gewapende volk en de boeren in oproer ver weg van Parijs houden.

Minister Roland: "we moeten de duizenden mannen die we onder de wapens hebben zo ver laten marcheren als hun benen hun dragen kunnen, anders komen ze terug om onze keel open te snijden."
- Terugkeer van het koninklijk gezag.

Lodewijk XVI schreef in december 1791 aan baron de Breteuil "in haar ongeluk zal de Natie geen andere uitweg meer weten dan zich in mijn armen te storten."
Op 27 augustus 1791 kwamen de Oostenrijkse keizer Leopold II en koning Frederik Willem II van Pruisen bijeen en tekenden de Verklaring van Pillnitz. Hierbij riepen ze de andere Europese grote mogendheden op om in te grijpen als Lodewijk XVI in gevaar zou komen. Hun interventie reikte niet verder dan woorden, want Pruisen hield zijn troepen liever klaar in het oosten, om een zo groot mogelijk stuk van Polen te kunnen annexeren, met Rusland als concurrent (tweede Poolse Deling). De girondijnen grepen deze verklaring aan om een harde oorlogspolitiek te eisen. Op 15 maart 1792 benoemde Lodewijk XVI een girondijns kabinet dat aanstuurde op oorlog, met Charles-François Dumouriez als minister van buitenlandse zaken. De Assemblée législative van Frankrijk greep de verklaring van Pillnitz aan als een verkapte oorlogsverklaring en als hoofdargument om op 20 april 1792 de door de girondijnen gewenste oorlog te verklaren aan Oostenrijk en de bondgenoten van dit land. Daarop antwoordde Pruisen door de oorlog te verklaren aan Frankrijk.
Enkele dagen na de oorlogsverklaring veroverden Franse soldaten het Zwitserse stadje Porrentruy op het Oostenrijkse garnizoen (28 april). Een ander Frans leger viel de Oostenrijkse Nederlanden binnen, maar werd verslagen in de Slag bij Marquain (29 april) en vluchtte terug naar Frankrijk. Het nieuws over de ongelukkige afloop van de confrontaties deed het revolutionaire enthousiasme weer oplaaien. Eind mei en begin juni nam de Assemblée drie decreten aan:
1. Als er 20 burgers getuigden dat een priester die geen trouw zwoer aan de Constitution civile du clergé van 1790 in hun departement onrust veroorzaakte en het regiobestuur bevestigde dit, dan kon de priester het land uit worden gezet (27 mei);
2. De koninklijke lijfwacht werd opgeheven omdat ze ervan werden verdacht samen te zweren tegen de Assemblée en een contrarevolutie zouden beramen (29 mei);
3. De Nationale Garde (de fédérés) diende permanent een troepenmacht van 20.000 man te legeren in Parijs om de openbare veiligheid te garanderen (4 juni).

De koning sprak zijn veto uit tegen de decreten, en toen zijn girondijnse ministers protesteerden, ontsloeg hij zijn ministers Roland van binnenlandse zaken, Clavière van financiën en generaal Servan, waarna Dumouriez ontslag nam als minister van Buitenlandse Zaken en het Armée du Nord inging. De girondijnse ministers werden vervangen door feuillants, constitutioneel monarchisten. Dit ontlokte grote verontwaardiging in revolutionaire kringen.

### Het einde van de Revolutie dreigt

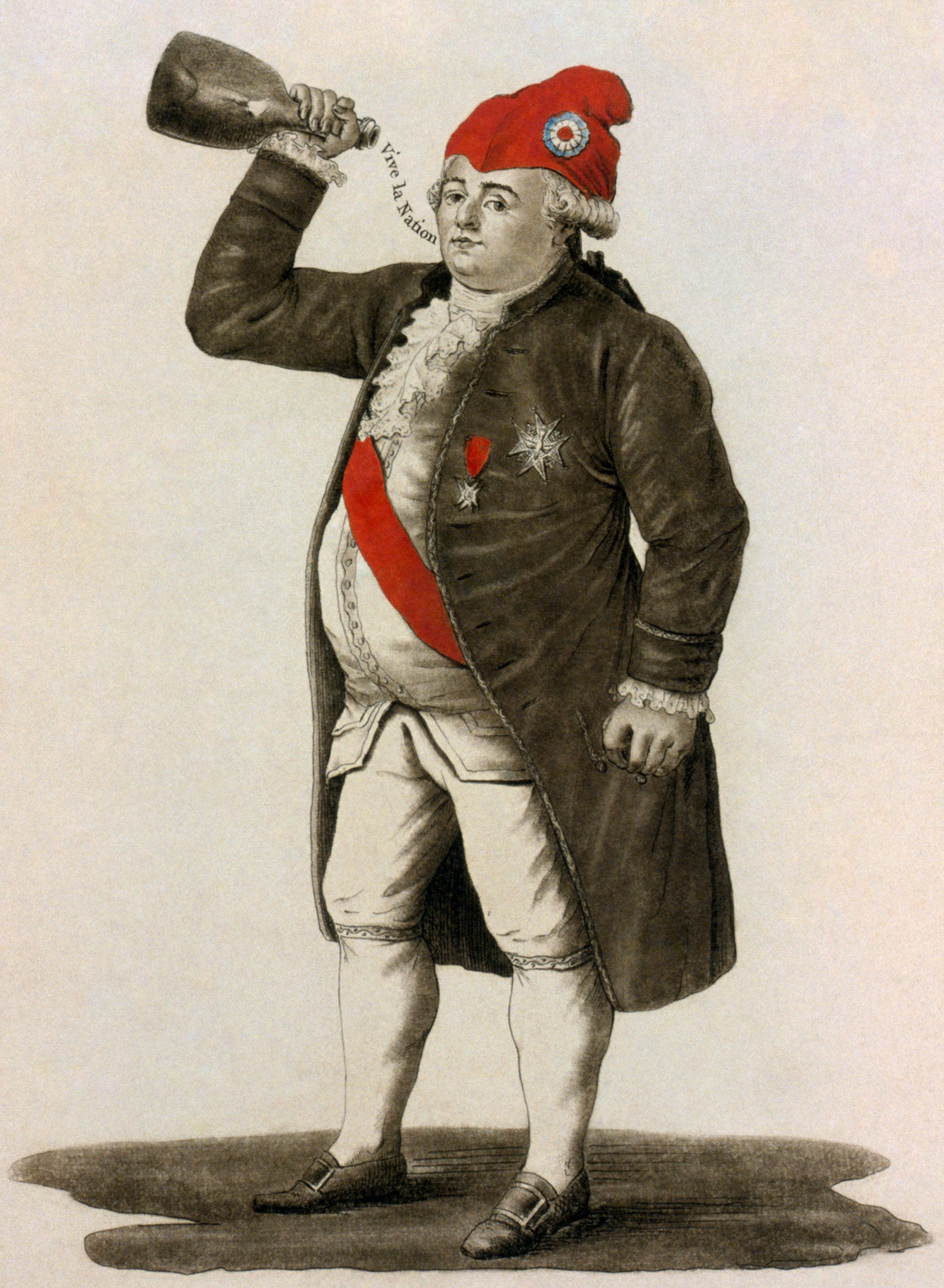
De koning wordt gedwongen een Frygische muts te dragen en op de natie te drinken (20 juni 1792).

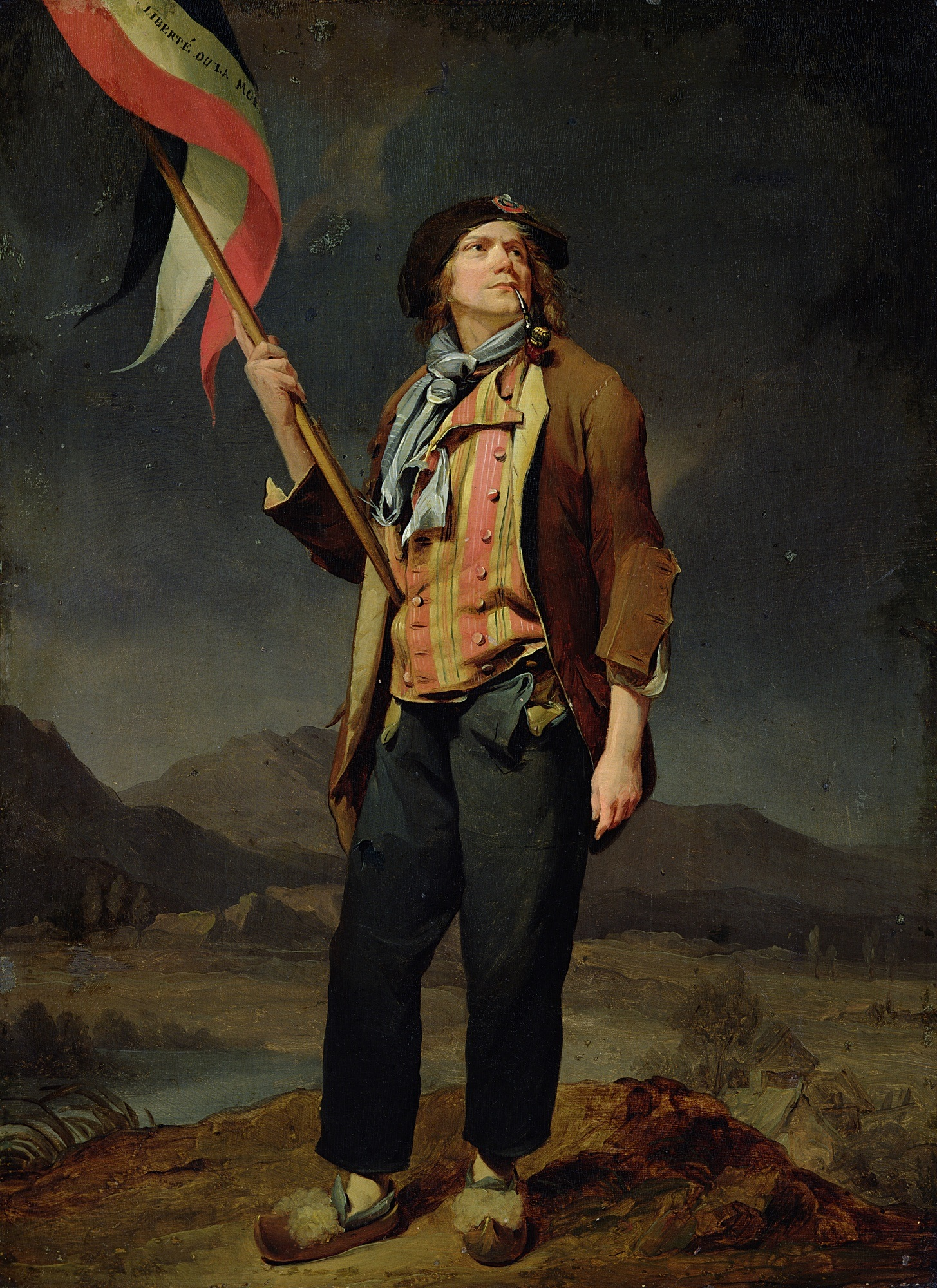
Louis Léopold Boilly: Schilderij van een sansculotte

Half juni 1792 stevende de Revolutie op haar einde af en leek de monarchie haar gezag te kunnen herstellen. Voor het ontgoochelde stadsproletariaat en de boeren was er niets veranderd. De arbeiders leden nog steeds honger en waren legaal nog erger onderdrukt dan onder het ancien régime (o.m. De Wet-Le Chapelier) en voor de boeren was de met veel omhaal aangekondigde afschaffing van de feodaliteit een maat voor niets geweest - de rijke burgers-grootgrondbezitters hadden de plaats van de adel ingenomen. Door het cijnskiesstelsel was het volk niet in de regering vertegenwoordigd.
De koning en de royalisten voelden hun macht groeien. Grote delen van Frankrijk waren in handen van de royalisten en in vele gebieden waren opstanden uitgebroken tegen de revolutionaire regering, zoals in Perpignan, Arles, Mende (Lozère) en de hele Vivarais.
Op 20 juni drongen demonstrerende Parijse burgers het Tuilerieënpaleis binnen en eisten dat de koning de ontslagen girondijnse ministers opnieuw aannam en zijn veto tegen de drie decreten van de Wetgevende Vergadering zou intrekken. Hoewel de koning onder druk van de demonstranten een revolutionaire Frygische muts opzette en rode wijn dronk om zijn trouw aan het volk te bewijzen, zou hij de andere eisen niet inwilligen. Vervolgens ontsloeg het royalistische departementsbestuur de burgemeester van Parijs, Pétion. De opstandelingen werden voor de rechtbank gedaagd. De koning en de royalisten voelden zich steeds zekerder van hun stuk, maar tegelijkertijd marcheerden 500 gewapende sansculotten vanuit Marseille op Parijs (onder het zingen van de door Rouget de Lisle gecomponeerde Marseillaise, dat later het volkslied van Frankrijk zou worden) en ook vanuit Brest kwamen groepen sansculotten opmarcheren. Men wist dat het volk zich bewapende.
Toen de Pruisisch-Oostenrijkse vijand half juli dreigde Frankrijk binnen te vallen, sloeg de schrik de revolutionaire machthebbers om het hart. Het Manifest van Brunswijk (1 augustus 1792) werd evenwel breed afgewezen. De republikeinse girondijnen poogden de koning aan hun kant te krijgen, teneinde wat hun heilig was - het eigendom, de macht en de corruptie die vele politici schatrijk maakte - te beschermen, maar de koning, zeker van de spoedige aankomst van de Duitse "bevrijders", en zich gesteund voelend door troepen onder leiding van La Fayette en Luckner, wees de toenadering af. De ontknoping leek in zicht en leek de vorm aan te nemen van een bloedig herstel van de monarchie. De jakobijnen wachtten af en deden slechts ineffectieve voorstellen, zoals Robespierre, die nieuwe verkiezingen van een Grondwetgevende Vergadering voorstelde.

### Einde van de monarchie
Op 9 augustus 1792 maakten de Parijse sansculotten en de militie van Marseille gebruik van de dreigende nadering van het Oostenrijkse leger om de burgemeester, Pétion, en het gemeentebestuur van Parijs (de Commune légale) af te zetten en te vervangen door een "Commune insurrectionnelle", een eerste deel van een gewelddadige staatsgreep. De burgermilities beschikten nu over leiders met een officiële functie, die hun wet konden stellen in de hoofdstad. De Commune Insurrectionnelle beheerste vanaf dat moment de politiek en betwistte de macht van de Assemblée en nadien de Convention.
Op 10 augustus 1792 vond de Bestorming van de Tuilerieën plaats. Een deel van de Gardes-Françaises keerden zich tegen de koning, maar de Zwitserse lijfwachten bleven de koning trouw. De gecombineerde strijdkrachten van de Gardes, Parijse sansculotten en Zuid-Franse jakobijnen raakte in een hevig vuurgevecht met de Zwitsers, waarvan ongeveer 600 van de 900 werden gedood. De koning vluchtte, maar werd opgesloten in de Temple.
De volksopstand, voorbereid en opgezweept door personen buiten de Assemblée en de gevestigde politiek (Santerre, Fournier, Lazowski, Carra, Simon, Westermann, en de milities van Marseille en Brest) werd op het nippertje gerecupereerd door de jakobijnen - Robespierre en Danton hadden toenadering gezocht tot Marat. De Assemblée, om haar deel van de volkswoede te ontlopen, verklaarde de koning afgezet.
In de paniekstemming volgend op het nieuws van de val van Verdun (2 september) aan de Pruisen en in de aanloop naar de verkiezingen, vonden op verschillende plaatsen, in gevangenissen en tijdens transporten van verdachten de Septembermoorden plaats. Deze waren gericht tegen vermeende tegenstanders van de Revolutie, waarvan men vreesde dat zij tijdens een royalistische contrarevolutie of buitenlandse invasie zouden worden bevrijd en zich erbij aansluiten. Tussen 2 en 7 september werden in Parijs en andere steden zo'n 1200 tot 1400 gevangenen vermoord, zonder waarschuwing of na een schijnproces. 233 van hen waren katholieke priesters die weigerden de grondwettelijke eed af te leggen, maar de grote meerderheid van de slachtoffers waren gewone misdadigers.
De aanstichters van deze moorden bereikten het gewenste effect: door terreur te wegen op de verkiezingen en zekere kandidaten uit te sluiten.
De Pruisisch-Oostenrijkse "bevrijders" van de koning zouden nooit aankomen: een onverwachte schermutseling van artillerie, de Slag bij Valmy (20 september), werd een keerpunt. Hoewel de slag tactisch onbeslist bleef, was het een Franse strategische overwinning, omdat de Duits-Oostenrijkse coalitie zich terugtrok. Hun gebrek aan motivatie is toe te schrijven aan de dreiging dat Rusland ondertussen een deel van Polen zou kunnen bezetten, terwijl de Pruisische en Oostenrijkse troepen op het Franse front vochten. In de euforie die heerste in Parijs na het nieuws van de zege bij Valmy, stemde de Wetgevende Vergadering voor haar eigen ontbinding en de verkiezing van een Nationale Conventie, die de dag daarop de monarchie afschafte en de republiek uitriep. De Franse zege in de Slag bij Jemappes (6 november) onder Dumouriez was groter en leidde tot een tijdelijke bezetting van de Oostenrijkse Nederlanden en het Prinsbisdom Luik, waar de revolutie werd doorgevoerd.

### De Girondijnse Conventie

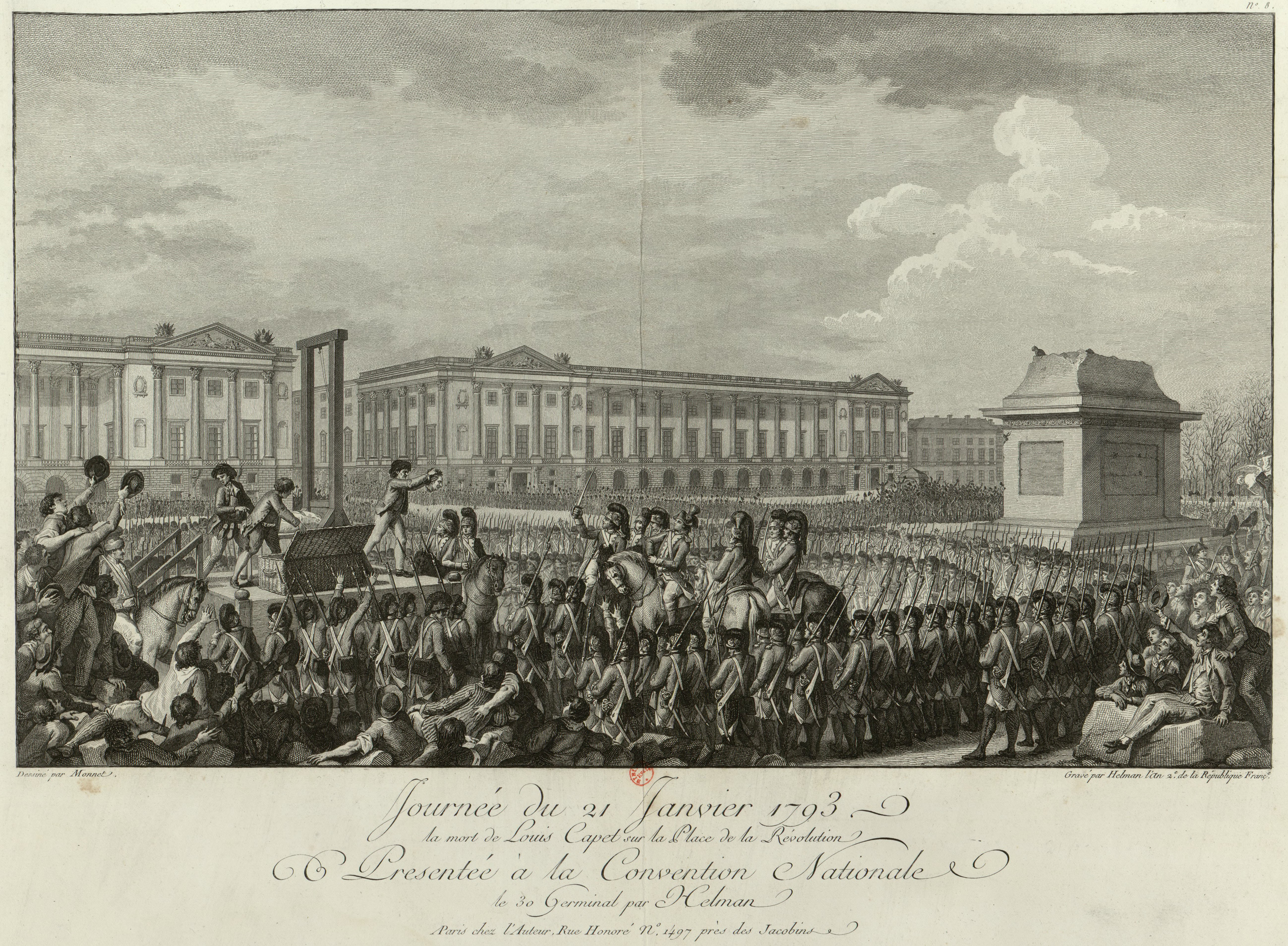
Onthoofding van Lodewijk XVI.

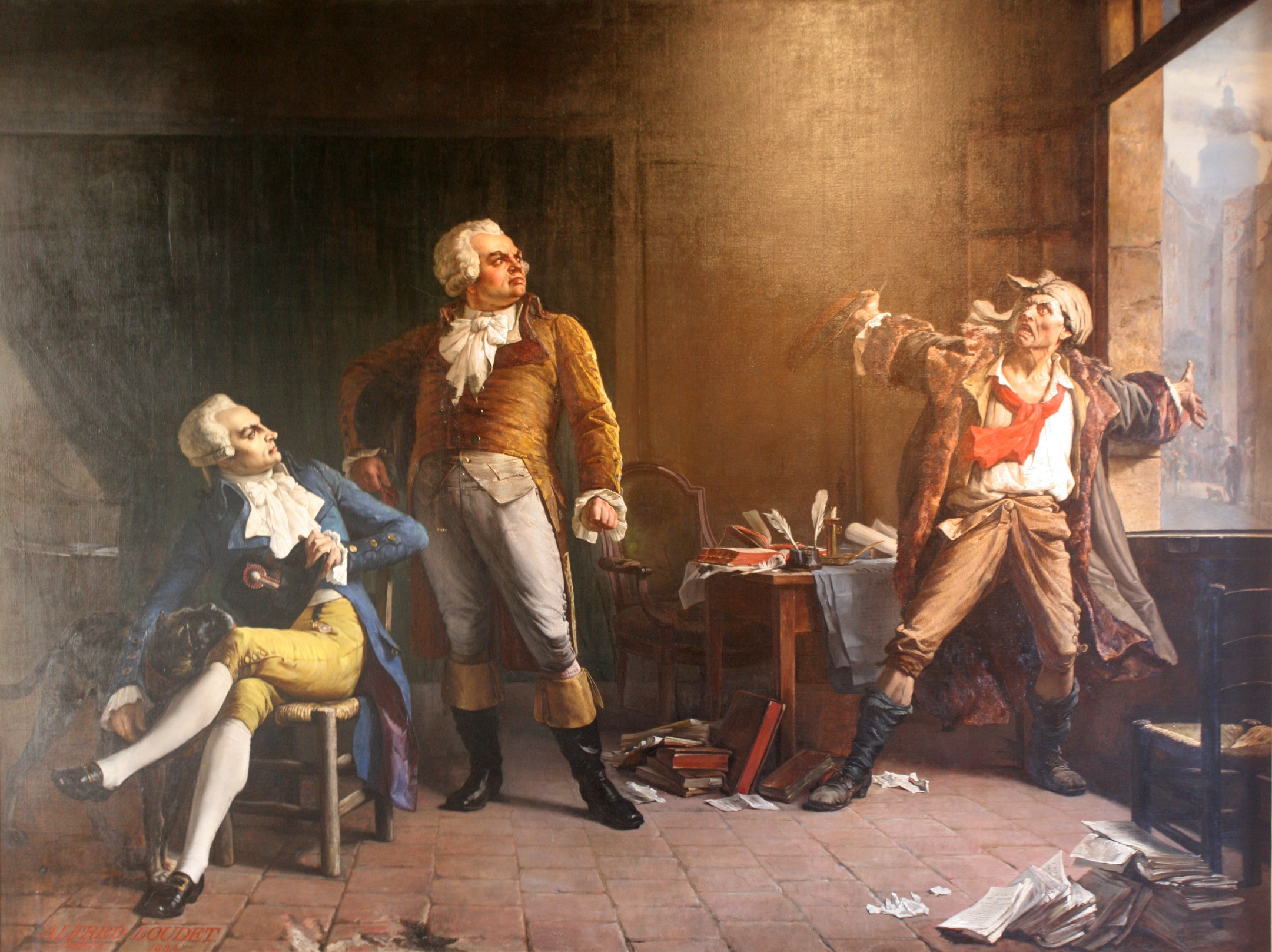
Robespierre, Danton en Marat. (Museum van de Franse Revolutie)

Ongeveer 10 procent van de bevolking nam deel aan de verkiezingen.
De verkiezingen zagen opnieuw het personeel van de éérste Assemblée (de Constituante) verschijnen, die zichzelf uitgesloten hadden van de Assemblée Législative - behalve de gevluchten en de geïntimideerden. Zo nam onder meer Robespierre zijn plaats opnieuw in. De in 1789 nog weinig betekenende jonge Robespierre had zich in korte tijd ontpopt tot een belangrijke radicale leider, samen met Danton en Jean-Paul Marat.
De radicalen onder leiding van Robespierre kregen de benaming montagnards, omdat ze de hoogste banken bezetten in de Conventie. Hun tegenstanders werden girondijnen of brissotins genoemd. Zij stonden onder leiding van de journalist en politicus Jacques Pierre Brissot. Tussen hen bevond zich weer een grote groep 'onafhankelijke' afgevaardigden. Hun zetels bevonden zich letterlijk en figuurlijk meer op de vlakte (la Plaine). De Conventie werd in haar begin gedomineerd door de girondijnen. Men noemt deze eerste fase de Girondijnse Conventie.
Een van de eerste bestuursdaden van de Nationale Conventie was het afschaffen van het koningschap op 21 september 1792. Dit werd het jaar I van de Franse Republiek. De Franse republikeinse kalender werd ingevoerd en de maanden van het jaar kregen een nieuwe benaming.
Op 14 januari 1793 veroordeelden 387 afgevaardigden (tegen 334) Lodewijk XVI, nu gewoon "burger (citoyen) Louis Capet", tot de doodstraf. Op 21 januari viel zijn hoofd onder de guillotine.
De Conventie stelde een nieuwe Grondwet samen die, wegens de oorlogsomstandigheden, niet toegepast werd. Het regeren werd steeds moeilijker. Militair verliep de Franse veldtocht in de Nederlanden moeizaam en op 24 februari 1793 nam de Conventie daarom een decreet aan waarin de Republiek werd verplicht 300.000 mannen onder de wapens te roepen, de eerste levée en masse. De daaropvolgende boerenopstanden werden gewelddadig onderdrukt.
In maart 1793 stond de hele Vendée op tegen de Republiek, die reageerde met een bloedige burgeroorlog tegen de Vendéens. Een enorme slachting vond plaats. In Parijs verweten de montagnards de girondijnen een gebrek aan kordaat optreden. Met betogingen, geleid door de sansculotten van de Commune intimideerden Robespierre, Danton en Marat de Convention, die uiteindelijk toestemde in uitzonderingsmaatregelen: het Comité de Salut Public en het Revolutionair Tribunaal werden opgericht.
Op 26 mei 1793 lanceerde Robespierre een oproep tot een opstand en eiste dat de patriottistische afgevaardigden de verraders - de girondijnen - deden arresteren. Op 2 juni zette de oorlogsmachine van de sansculotten zich in beweging: een betoging van 80.000 man, voorzien van 150 kanonnen, bezette de omgeving van de Conventie en dwong de arrestatie van de girondijnen af. De afgevaardigden probeerden nog in stoet naar buiten te komen, maar werden bedreigd met de kanonnen. Uiteindelijk moesten de afgevaardigden instemmen met de arrestatie van 29 girondijnse leiders en twee ministers.

### Het Schrikbewind (de Montagnardse Conventie)

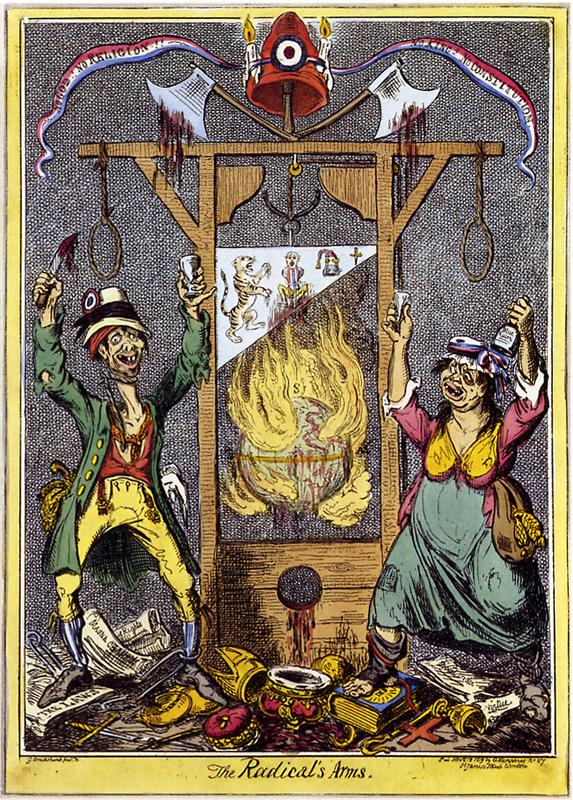
George Cruikshank: Britse spotprent op het Schrikbewind (1819).

De Conventie had in feite de macht uit handen gegeven aan het Comité de salut public. De gematigden werden geweerd, velen werden beschuldigd van verraad en vervangen door radicale Montagnards. Hierna volgt de periode van het Schrikbewind (de Terreur). Tegenstanders van de revolutie, gematigden en corrupten, zoals Brissot, Jacques-René Hébert, Georges Danton, Camille Desmoulins, werden veroordeeld tot de doodstraf door de guillotine. Maximilien de Robespierre en Saint-Just speelden in deze periode een grote rol. Onder hun leiding werd de Terreur met groot succes een staatsdoctrine en kreeg het beleden vrijheidsstreven van de revolutie een paradoxale wending.
De vrijheden werden opgeschort en duizenden verdachten werden gevangengezet, vermoord, of na een summier proces, waar bewijzen van geen belang waren, naar de guillotine gebracht. De afgezette koningin Marie Antoinette behoorde ook tot de aangeklaagden, met een samenraapsel van aanklachten, variërend van incest tot verraad. Zij werd op 16 oktober 1793 onthoofd. Vele bekende figuren uit het ancien régime, en ook revolutionaire politici volgen elkaar op aan de guillotine. In maart en april 1794 maakt Robespierre korte metten met de facties: eerst de Cordeliers (Hébertisten en Enragrés), een nest van corruptie en agitatie, daarna de Indulgents (waaronder Danton en Fabre d'Églantine, beiden ook corrupt) die werden terechtgesteld op 5 april.
Op 17 september 1793 werd de wet tegen de verdachten aangenomen. Volgens Jean Tulard werden 500.000 verdachten opgesloten. Verdacht is:

« wie door zijn gedrag, zijn relaties, door gesproken woord of geschriften, partij heeft getrokken voor de tirannie, voor het federalisme, of de vijanden van de vrijheid [..], aan wie een certificaat van goed burgerschap geweigerd werd, afgezette ambtenaren, wie ooit van adel was, hun echtgenoten, ouders, kinderen, broers en zusters, de geëmigreerden, wie niet constant zijn ijver voor de Revolutie getoond heeft, diegenen die geëmigreerd zijn, zelfs als ze teruggekeerd zijn. »
Onder het Schrikbewind werd eindelijk een aantal beslissingen genomen ten voordele van het volk. De prijs van het brood en de belangrijkste levensmiddelen werd weer gereguleerd, zoals onder het ancien régime. De rijken moesten gedwongen intekenen op een staatslening. De slavernij werd afgeschaft op 23 augustus 1793, evenals het politieke onderscheid tussen actieve en passieve burgers. De wet op de staat van beleg van 1789, die toeliet op demonstrerende boeren te schieten, werd afgeschaft. Er werd van staatswege, op kosten van de geconfisqueerde goederen, voor de armen gezorgd. Robespierre pakte ook de corrupte politici en de speculanten hard aan. Onder de bedreiging van vervolging losten de corrupte oorlogsleveranciers hun greep (die in goud wilden betaald worden), de valsemunterij nam af en de koers van de assignaten herstelde zich. Naarmate het nationale scheermes onschuldigen en schuldigen wegmaaide, maakten de rijke burgers en de zich verrijkende toonaangevende politici (zoals Joseph Fouché) zich terecht zorgen.

### Thermidoriaanse Reactie

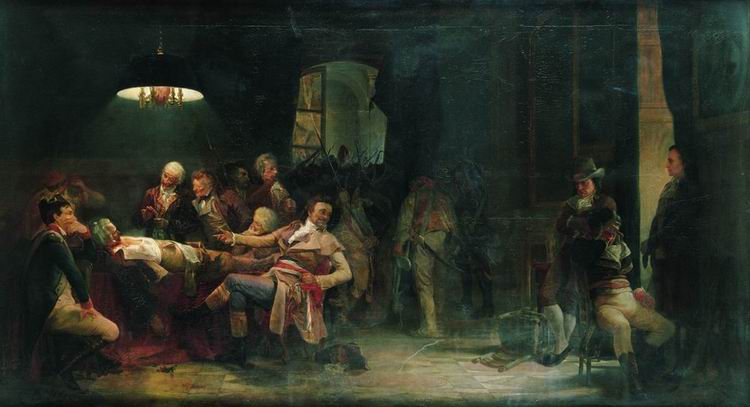
De laatste nacht van Robespierre

Een linkse factie binnen de Conventie pleegde een staatsgreep tegen het Montagnardse Terreurregime van Robespierre. Dit staat bekend als de Thermidoriaanse Reactie verwijzend naar de 9e Thermidor II (27 juli 1794).
In de nacht van 27 op 28 juli 1794 werden Robespierre en verschillende andere leidende figuren van het Comité de Salut Public rond 2:00 gearresteerd in het Stadhuis van Parijs en in de middag van 28 juli terechtgesteld. De rol van de Montagnards was uitgespeeld. Revolutionaire politici zoals Fouché hoefden niet meer voor hun leven te vrezen. Voor de gewone vervolgde veranderde er weinig. De vervolging van priesters bleef doorgaan, die met duizenden naar de strafkolonie in Frans-Guyana gedeporteerd werden en de Conventie bevestigde de wetten die onder de Terreur aangenomen waren, onder meer de wet tegen de Verdachten.
De leidende posities werden nu ingenomen door de republikeinse, gegoede burgerij. Zij kwamen niet terug op de antifeodale maatregelen, waren overtuigde antiroyalisten en voorstanders van het economisch liberalisme. De maximumprijzen voor levensmiddelen werden afgeschaft. Een nieuwe grondwet werd aangenomen op 17 augustus 1795. Om aan de macht te blijven, ondanks verkiezingen, decreteerde de Conventie, dat twee derde van de verkozenen uit haar rangen moesten komen. De burgerij in Frankrijk verwierf, dankzij de inflatie, voor spotprijzen de goederen van de clerus (zwart goed) en de uitgeweken adel en versterkte daardoor haar economische positie en won aan maatschappelijk aanzien.

### Het Directoire

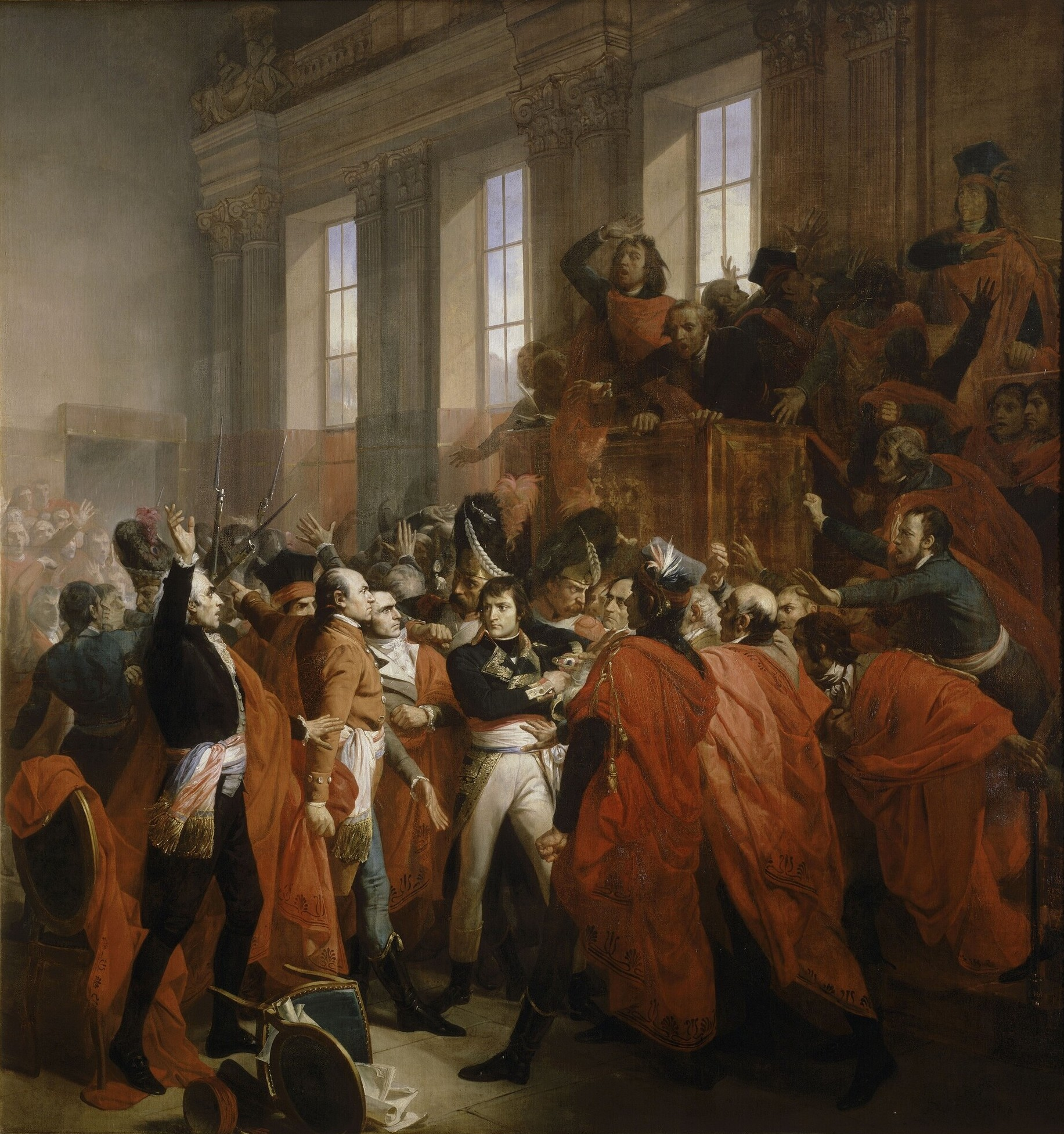
Napoleon in de Raad van Vijfhonderd

De nieuwe grondwet installeerde het Directoire en creëerde het eerste tweekamerstelsel in Frankrijk. Dit parlement bestond uit 500 afgevaardigden, de "Raad van Vijfhonderd", en 250 senatoren, de "Conseil des Anciens". Het nieuwe regime had af te rekenen met een democratische oppositie van zowel royalisten als overgebleven jakobijnen. Het leger werd ingezet om rellen en contrarevolutionaire activiteiten te onderdrukken. Napoleon Bonaparte kreeg meer macht toen hij de Opstand van 13 Vendémiaire neersloeg door met 40 kanonnen kartetsen op de menigte te schieten.
Een communistische samenzwering onder Gracchus Babeuf, die de algemene dienstplicht en de gelijkstelling van arm en rijk eiste en particulier eigendom van grond verwierp, werd onderdrukt. Babeuf werd in 1797 terechtgesteld. Naarmate het democratische proces verder schreed (de verkiezingen, gebaseerd op het cijnskiesstelsel, vervingen jaarlijks één derde van de verkozenen), kwam er een royalistische meerderheid.
De Directoire pleegde dan een staatsgreep (4 september 1797) en liet de vooraanstaande royalisten deporteren. 65 Verkozenen werden gedeporteerd naar de strafkolonie.
Uiteindelijk kwam Frankrijk terug bij de situatie van vóór de Revolutie en gebeurde datgene wat Lodewijk XVI tien jaar voordien ten allen prijze had willen vermijden (en wat de Revolutie in beweging gebracht had): het bankroet van de Staat. Op 30 september 1797 besloot de Directoire de Staatsschuld terug te brengen tot één derde, dat ze eufemistisch het "Geconsolideerde Derde Deel" noemen (Tiers consolidé). Minister Dominique Ramel verklaarde
« de gevolgen van de vergissingen van het verleden veeg ik weg om aan de Staat de middelen te geven voor zijn toekomst. »
Op 18 Brumaire van het jaar VIII (9 november 1799) nam Napoleon Bonaparte de macht over met een staatsgreep. Hiermee kwam er een eind aan de Directoire en aan de Franse Revolutie.

## De rol van vrouwen
Les hommes ont fait le 14 juillet, les femmes le 6 octobre. Les hommes ont pris la Bastille royale, et les femmes ont pris la royauté elle-même.(De mannen deden 14 juli, de vrouwen 6 oktober. De mannen namen de koninklijke Bastille en de vrouwen namen het koningschap zelf.)
— Jules Michelet, Les Femmes de la révolution (1854)

Vóór de Franse Revolutie hadden vrouwen een beperkte rol in het politieke proces. Een zeer kleine elite van aristocratische vrouwen had wel wat in te brengen in dynastieke politiek, maar de overgrote meerderheid van vrouwen had geen politieke rechten in het pre-revolutionaire Frankrijk; ze konden niet stemmen of een politiek ambt bekleden. Ze werden beschouwd als "passieve" burgers aangewezen op mannen om te bepalen wat het beste was voor hen.

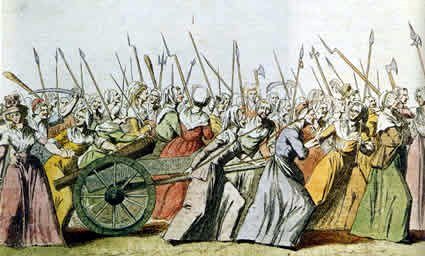
Vrouwenmars op Versailles, 5–6 oktober 1789.

Begin 1789 deden vrouwen mee aan het eerste politieke protest tegen de gang van zaken in Frankrijk in de cahiers de doléances en eind april aan de Réveillon-rellen. Er deden ook vrouwen mee aan de bestorming van de Bastille, maar de bestormers waren vooral mannen. Markt- en wasvrouwen organiseerden zich steeds sterker uit protest tegen de economische malaise. Een (door de pers overdreven) gerucht dat de revolutionaire kokarde begin oktober zou zijn onteerd op het koninklijk paleis tijdens een decadent uitbundig feestmaal, terwijl er honger en armoede heerste onder het gewone volk, was aanleiding voor grootschalige verontwaardiging onder de Parijse vrouwen, die op 5 en 6 oktober de Mars op Versailles ondernamen om de koninklijke familie mores te leren.
Toen de revolutie startte, grepen sommige vrouwen met kracht in om zich te laten gelden in het breekbare politieke klimaat. In de tijd van de revolutie konden vrouwen niet worden geweerd in de politiek, ze zwoeren eden van trouw, "plechtige verklaringen van patriottische trouw, [en] bevestigingen van de politieke verantwoordelijkheden van burgerschap." Tijdens de revolutie vochten vrouwen zoals Theroigne de Mericourt, en Claire Lacombe en Pauline Léon en hun Société des Citoyennes Républicaines Révolutionnaires voor het recht om wapens te dragen, ze gebruikten ze ook en kwamen in opstand. Nog voor Léon pleitte al een aantal liberalen voor gelijke rechten voor vrouwen met inbegrip van het vrouwenkiesrecht. Nicolas de Condorcet was vooral bekend om zijn pleidooi, in zijn artikelen gepubliceerd in het Journal de la Société de 1789 en door het uitgeven van De l'admission des femmes au droit de cité in 1790.
Een van de meest stereotype beelden van vrouwen tijdens de Franse Revolutie, dat van de tricoteuses die breiend naast de guillotine zouden hebben gezeten, is vermoedelijk niet op waarheid gebaseerd.

## De Revolutie en religies

### Voorgeschiedenis

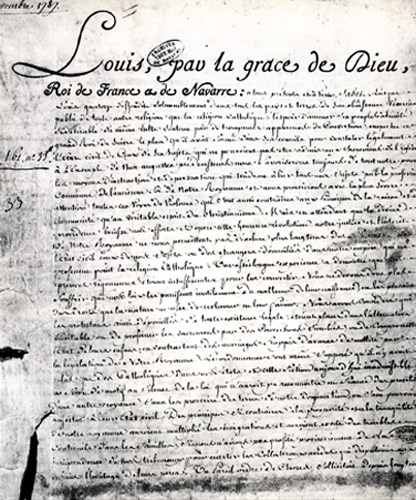
Het edict van Versailles

In Frankrijk werden niet-katholieken gediscrimineerd en soms vervolgd sinds de bekering van Clovis I (ca. 500) tot het katholieke christendom. Heidenen en ariaanse christenen werden onderdrukt. Incidentele vervolgingen van de joden (pogroms) vonden plaats sinds de 11e eeuw. Sinds de Reformatie van de vroege 16e eeuw was er een significante populatie van protestanten in Frankrijk, vooral calvinisten, die bekend kwamen te staan als hugenoten. Negen Hugenotenoorlogen (1562–1598) waren ervoor nodig om tolerantie jegens protestanten wettelijk te laten waarborgen bij het Edict van Nantes (1598), en verscheidene Hugenotenopstanden (1622–1629) waren er nodig om schendingen van het Edict te voorkomen. Desalniettemin kwam er onder koning Lodewijk XIV toch weer een totaalverbod op iedere niet-katholieke vorm van het christelijk geloof met het Edict van Fontainebleau (1685), dat het eerder zo bevochten Edict van Nantes herriep. Zijn opvolgers Lodewijk XV en XVI handhaafden het verbod niet al te streng, maar echt sprake van tolerantie was er ook niet en niet-katholieke onderdanen waren hun leven nooit zeker.
In 1789, het jaar van het uitbreken van de Franse Revolutie, was het katholicisme de officiële godsdienst van de Franse staat. Op 7 november 1787, vlak vóór de Revolutie, had koning Lodewijk XVI al een zekere mate van godsdienstvrijheid afgekondigd, met het Edict van Versailles – protestanten en Joden kregen hierdoor enkele burgerrechten, waaronder het recht hun godsdienst openbaar te belijden. Het Edict van Versailles, dat in werking trad in januari 1788, beëindigde formeel de discriminatie van veel niet-katholieken, maar herbevestigde de Katholieke Kerk als staatskerk en hield een reeks voorrechten voor katholieken op calvinisten, lutheranen en joden in stand. De Franse Katholieke Kerk erkende het gezag van de paus als hoofd van de Kerk, maar had bepaalde vrijheden onderhandeld - het gallicanisme- die het gezag van de Franse monarch bevoorrechtten. Daardoor kreeg zij een duidelijk nationale identiteit, gekenmerkt door een aanzienlijke autonomie.

### Vroegrevolutionaire periode (1789–1792)

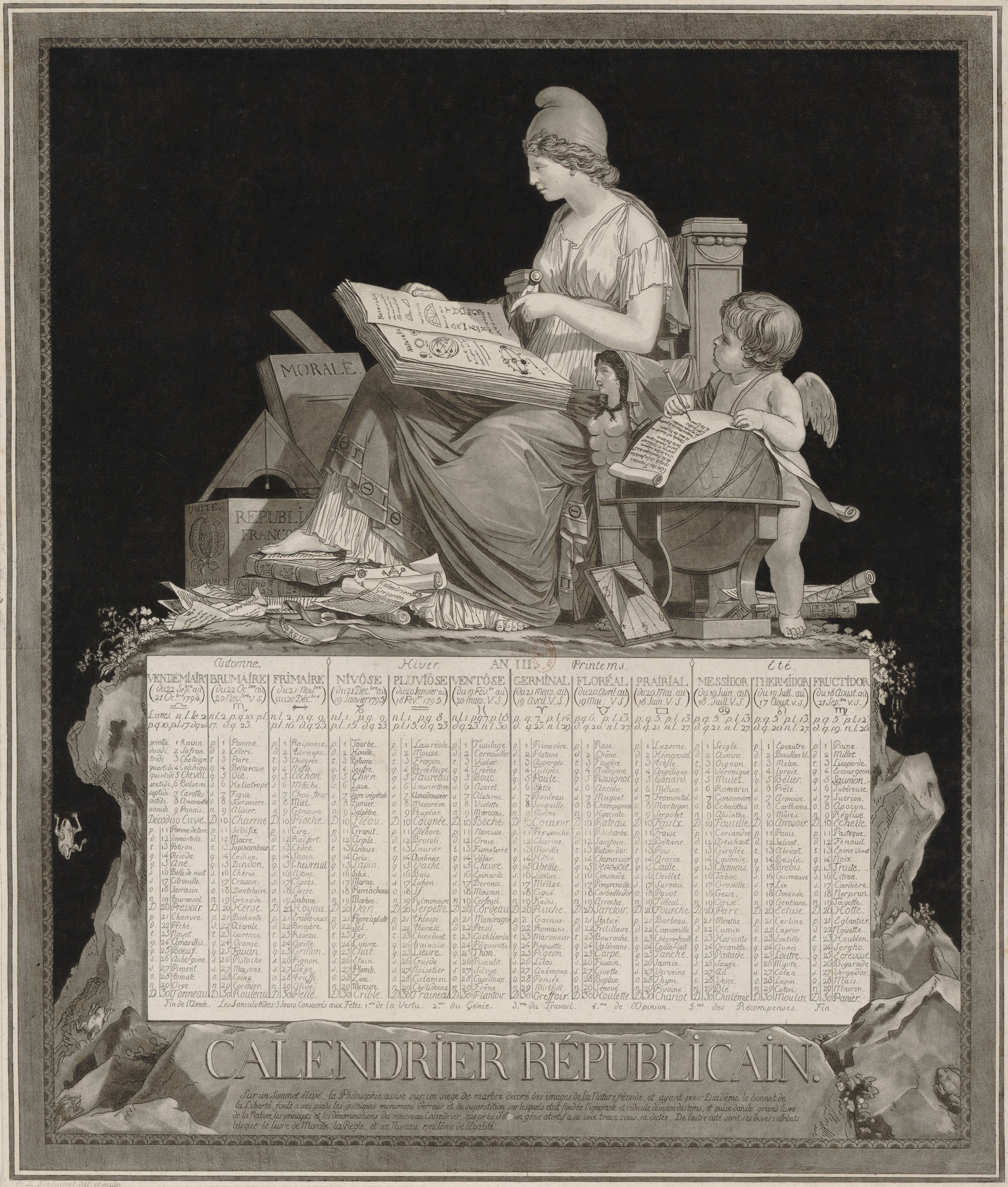
Franse republikeinse kalender

De Revolutie bracht de Katholieke Kerk harde klappen toe. De kerkelijke bezittingen werden in november 1789 in beslag genomen. De inkomsten van de Kerk, de kerkelijke tienden, werden afgeschaft door de wet van 11 augustus 1789, waardoor de Kerk haar armenhulp en scholen moest sluiten. De priesters werden tussen 1789 en 1795 van overheidswege bezoldigd. In 1790 besloot de Constituante dat de priesters een eed van trouw en gehoorzaamheid moesten zweren (constitutionele priesters) om erkend en bezoldigd te blijven. Contemplatieve kloosterorden werden afgeschaft. Bisschoppen werden afgezet en vervangen door constitutionele. Massale weigering en protest, hoofdzakelijk in rurale gebieden en het westen van het land, leidden tot een bittere scheuring en droegen bij tot de impopulariteit van de Revolutie. Op 29 november 1791 decreteert de Constituante alle niet-constitutionele priesters tot "verdachten". In mei 1792 werden alle niet-constitutionele, die door 20 burgers aangeklaagd werden, als vogelvrij beschouwd. De koning weigerde deze wetten te ondertekenen. In juli 1792 vonden er moordpartijen op priesters plaats in een aantal grote steden, zoals Bordeaux en Limoges. In augustus werd de te zweren eed aangescherpt: de priesters moesten nu zweren de principes van Liberté en Egalité met hun leven te verdedigen. Wie weigerde, moest het land verlaten. De klassieke christelijke kalender werd vervangen door een de Franse republikeinse kalender met de afschaffing van de monarchie in september 1792. Lekenfeestdagen werden ingesteld en een aantal kerken werden omgevormd tot "temples de la loi".

### Alternatieve staatscultussen (1792–1794)
Er werd in 1792 een burgerlijke liturgie in het leven geroepen, een Cultus van de Rede, die daarna, onder de Terreur, vervangen werd door de Cultus van het Opperwezen (mei–juli 1794). Priesters moesten - onder dwang - een eed op de nieuwe orde afleggen, een eed van onderwerping aan de Republiek werd ingevoerd evenals een eed van haat tegen het koningschap. Veel priesters weigerden de eed af te leggen en doken onder. Anderen werden gearresteerd. Er werd beslag gelegd op de kerken en pastorieën die niet bemand waren met beëdigde priesters. In 1794 werden de kerken van Frankrijk gesloten, alle religieuze orden opgeheven en religieuze erediensten onderdrukt.

### Secularisme onder het Directoire (1794–1799)
Het decreet van 29 september 1795 regelde de scheiding tussen Kerk en Staat. Het voorzag strenge antikatholieke verordeningen voor de uitoefening van de erediensten waarvan alle plechtigheid en uiterlijke tekenen werden afgeschaft. Het dragen van kerkelijke gewaden werd verboden. Er kwam een verbod op de kerkelijke processies en op klokkengelui. Op 17 juni 1796 wordt bij wet de burgerlijke stand opgericht en de overdracht van de door de geestelijkheid bijgehouden registers aan de gemeentehuizen verordend. De liefdadigheidsinstellingen, die van de clerus afhingen, werden omgevormd tot publieke lichamen onder toezicht van de lokale overheid. De wet van 1 september 1796 verordende de sluiting van de kloosters en de naasting van hun goederen. De religieuze congregaties die aan onderwijs en ziekenverzorging deden werden een jaar later eveneens opgeheven.
Vanaf 21 februari 1795 werden de priesters volledig van hun inkomsten beroofd. Veel kunstwerken werden geroofd uit de kerken en kloosters. Tussen juli 1794 en februari 1795 plunderden de Franse troepen in de Zuidelijke Nederlanden niet minder dan 192 schilderijen en 3 beeldhouwwerken. Ze gingen daarbij erg systematisch te werk en baseerden zich op de 18e-eeuwse reisgidsen van Jean-Baptiste Descamps.
In hun poging tot ontkerstening werden van 1789 tot 1799 honderden priesters vermoord en ongeveer 30.000 priesters uit Frankrijk verbannen. Daarnaast werd een groot aantal kerken vernield.
Na zijn machtsgreep in 1799 zocht Napoleon Bonaparte verzoening met de Kerk: in 1801 ondertekenden Napoleon en paus Pius VII het Concordaat van 1801. In de daarbij aansluitende encycliek Ecclesia Christi erkende Pius VII de Franse Republiek, die van haar kant het katholicisme uitriep tot godsdienst van de meerderheid.

## Herdenking in Frankrijk

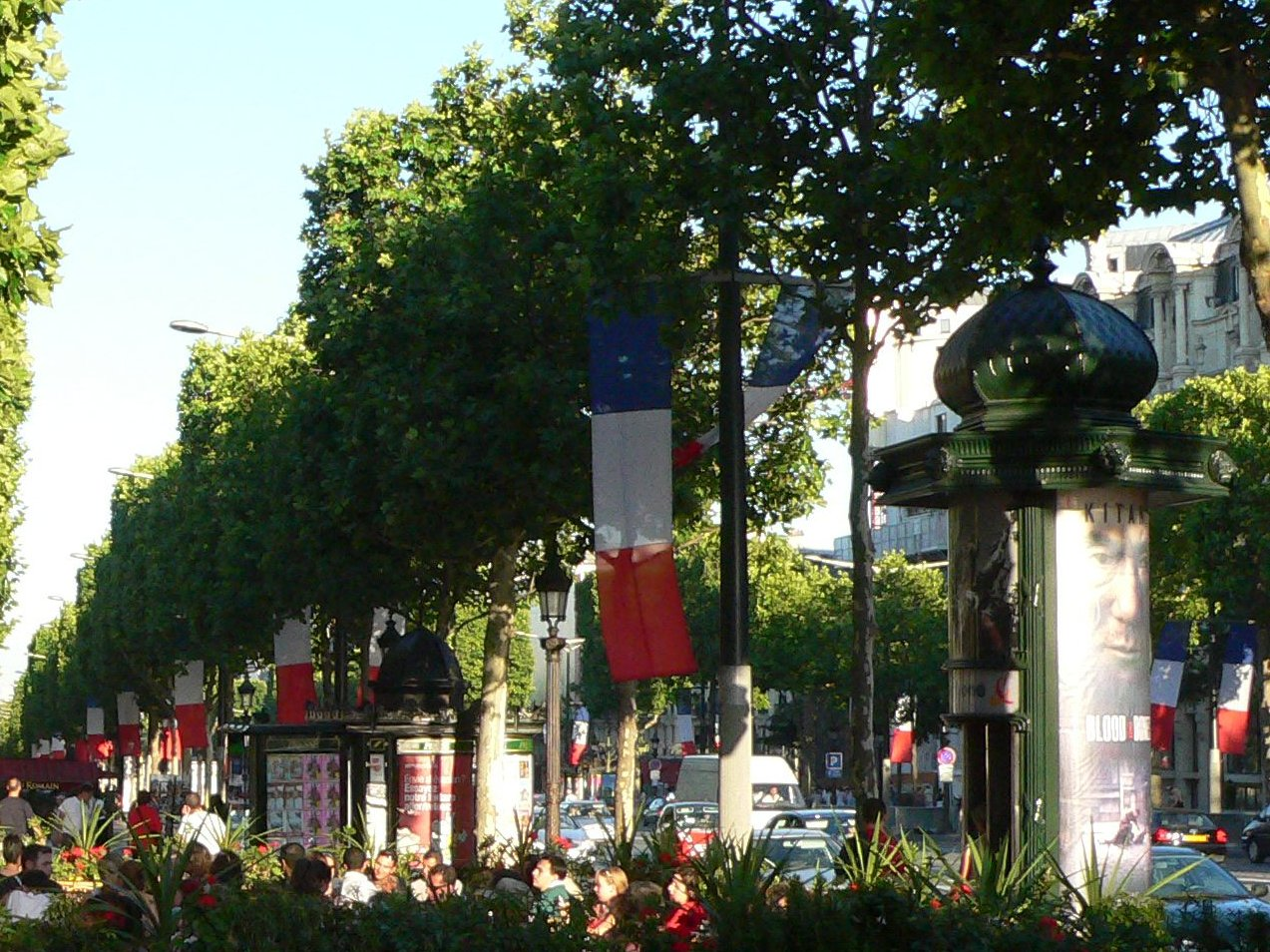
De Champs-Elysées in Parijs op de nationale feestdag, Quatorze Juillet (14 juli)

Sinds 1880 is 14 juli, Quatorze Juillet, de nationale feestdag van Frankrijk. Op deze dag worden twee historische momenten herdacht, namelijk 14 juli 1789 en 14 juli 1790. Op 14 juli 1789 werd de Bastille-gevangenis, gezien als hét symbool van het willekeurige absolutisme (hoewel er nooit meer dan een klein aantal gevangenen was geïnterneerd), door het volk bestormd en werden de opgesloten gevangenen (vier valsemunters, twee krankzinnigen en een seksueel delinquent-verdachte) bevrijd en beslag gelegd op het aldaar aanwezige buskruit. Op 14 juli 1790 werd ter gelegenheid van de eerste verjaardag op het Champ-de-Mars te Parijs het Fête de la Fédération (feest van de verzoening en eenheid van Frankrijk) gevierd.

## Gevolgen
Algemeen beschouwen historici de revolutie als een van de belangrijkste gebeurtenissen in de menselijke geschiedenis. Het einde van de vroegmoderne tijd, die begon rond 1500, wordt traditioneel toegeschreven aan het begin van de Franse Revolutie in 1789. Sterker nog, de revolutie wordt vaak gezien als het markeren van de "dageraad van de moderne tijd". In Frankrijk zelf verlamde de revolutie permanent de macht van de aristocratie en ontnam het de eigendommen van de Kerk. Beide instellingen overleefden echter wel ondanks de schade die zij leden. Na de val van het eerste keizerrijk in 1815 verloor het Franse publiek de rechten en privileges die zij sinds de revolutie hadden gekregen, maar ze herinnerde zich de participatieve politiek die in de periode gekarakteriseerd, met een historicus commentaar: "Duizenden mannen en zelfs veel vrouwen deden uit de eerste hand ervaringen op in de politieke arena: zij spraken, lazen en luisterden op nieuwe manieren, ze stemden, sloten zij zich aan bij nieuwe organisaties en zij trokken voor hun politieke doelen. De Revolutie werd een traditie, en republicanisme een duurzame optie" Sommige historici beweren dat het Franse volk een fundamentele transformatie onderging in eigen identiteit. Dit blijkt uit de eliminatie van privileges en de daarvoor in de plaats komende rechten. De revolutie vertegenwoordigde de belangrijkste en meest dramatische uitdaging van politieke absolutisme tot op dat moment in de geschiedenis en ondanks zijn mislukkingen verspreidde het de democratische idealen over heel Europa en uiteindelijk de wereld. Het had een grote invloed op de Russische Revolutie en de ideeën inspireerden Mao Zedong in zijn inspanningen om een communistische staat te bouwen in China.